# Technische Universität Chemnitz

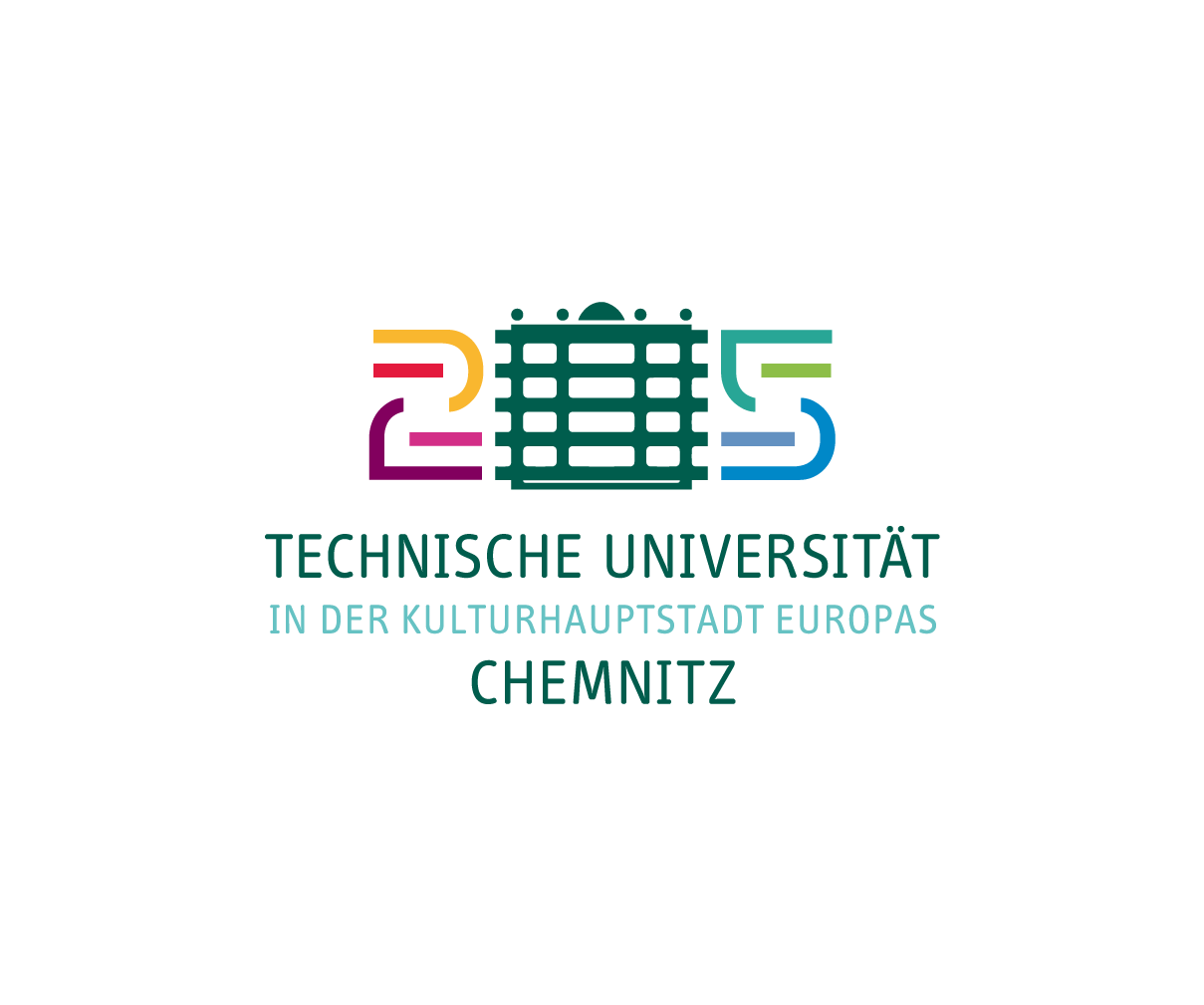
Vorübergehendes Logo von 2021 bis 2025 zur Kulturhauptstadt Europas 2025

Symbolbild – Technische Universität Chemnitz

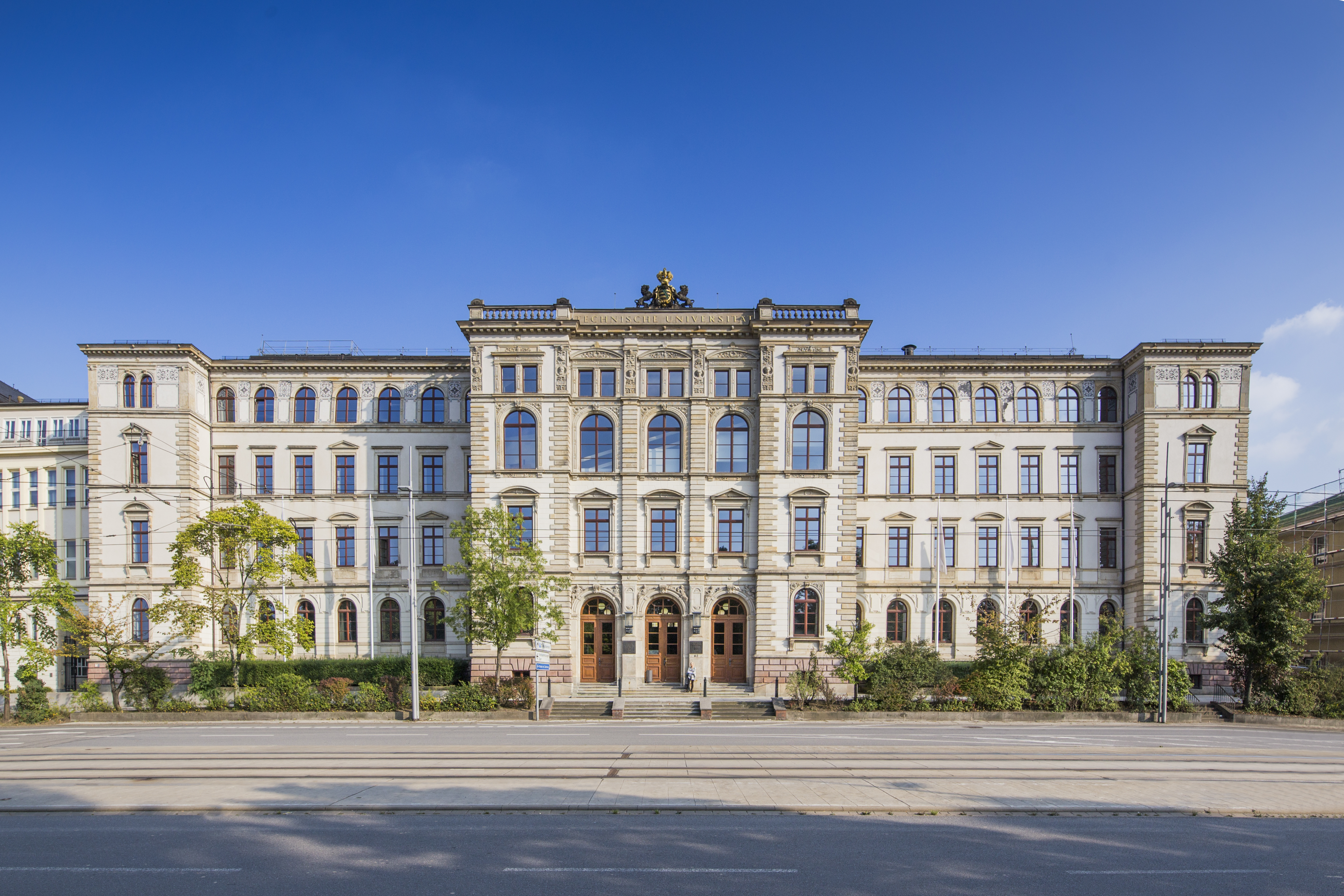
Eduard-Theodor-Böttcher-Bau, TU-Hauptgebäude an der Straße der Nationen 62

Die Technische Universität Chemnitz (TU Chemnitz) ist eine deutsche Universität in Chemnitz, Sachsen.

## Geschichte
Die Universität ist historisch aus der 1836 gegründeten „Gewerbschule“ hervorgegangen. Bereits ein Jahr später wurde der Königlichen Gewerbschule eine Baugewerkenschule angegliedert, der 1855 eine Königliche Werkmeisterschule folgte. Bereits bei der Gründung der Gewerbschule wurde dieser eine in Chemnitz bestehende Fabrikzeichenschule angegliedert, die 1858 haushaltstechnisch von der Gewerbschule getrennt wurde. Diese vier Schulen bestanden de facto nebeneinander und fanden ihre Vereinigung in der Person des Direktors. 1878 wurden diese Schulen in einem Schulverband unter dem Namen „Kasse der Technischen Staatslehranstalten“ organisatorisch zusammengefasst. Vor allem die Gewerbeschule, die 1900 in „Gewerbeakademie“ und 1929 in „Staatliche Akademie für Technik“ umbenannt wurde, erreichte in Deutschland hohe Anerkennung und eine Sonderstellung zwischen den Technischen Hochschulen und Fachschulen.
Nach dem Zweiten Weltkrieg wurde der Verband als reine Fachschule unter dem Namen „Technische Lehranstalten“ 1947 wiedereröffnet. 1953 wurde am gleichen Standort und im selben Gebäude die Hochschule für Maschinenbau Karl-Marx-Stadt neu errichtet. Im Zuge der Bereinigung der Fachschullandschaft in der DDR wurde die alte Fachschule 1955 aufgelöst. Die Hochschule für Maschinenbau wurde 1963 in den Status einer Technischen Hochschule und 1986 in den Status einer Technischen Universität erhoben.
Für das seit 1951 obligatorische, mehrjährige marxistisch-leninistische Grundlagenstudium für Studenten aller Fachrichtungen in der DDR gab es auch an der TH/TU Karl-Marx-Stadt ein Institut für Marxismus-Leninismus. Es hatte später auch die laufenden ML-Schulungen der wissenschaftlichen Mitarbeiter, Dozenten und Professoren zu übernehmen.
1983 erfolgte die Eingliederung der Ingenieurschule für Maschinenbau Breitenbrunn und 1992 der „Pädagogischen Hochschule Zwickau“ und die Umbenennung der Hochschule in „Technische Universität Chemnitz-Zwickau“. Durch die Gründung der Fakultät für Wirtschaftswissenschaften (1993) und der Philosophischen Fakultät (1994) wurde das naturwissenschaftlich-technische Profil der Hochschule zudem stärker in Richtung einer Volluniversität ausgerichtet. 1997 erfolgte eine weitere Umbenennung und die Einrichtung erhielt ihren gegenwärtigen Namen „Technische Universität Chemnitz“. Im September des gleichen Jahres wurde der Beschluss der Sächsischen Staatsregierung zur Einstellung der Grundschullehrerausbildung in Chemnitz umgesetzt. Ab Wintersemester 1999/2000 werden in den Lehramtsstudiengängen keine Studenten mehr immatrikuliert. Die Lehrerausbildung wird laut Beschluss der Staatsregierung in Leipzig und Dresden konzentriert. Begleitet waren diese Beschlüsse von massiven Protesten aus den Reihen der Studenten aber auch der Philosophischen Fakultät.
2007 besuchte die thailändische Prinzessin Maha Chakri Sirindhorn die TU Chemnitz. Dort wurde Prinzessin Sirindhorn mit der Ehrenmedaille der TU Chemnitz ausgezeichnet. Bei einer Rede lobte die Prinzessin die Vernetzung zwischen dem King Mongkut’s University of Technology North Bangkok sowie weiteren Hochschulen ihres Landes mit der TU Chemnitz.
Im Jahr 2009, in dem aus der Philosophischen Fakultät die Fakultät für Human- und Sozialwissenschaften ausgegründet wurde, bestand die Universität aus 159 Professuren, die auf acht Fakultäten verteilt waren. Mit mehr als 10.000 Studenten ist die TU Chemnitz nach der Universität Leipzig und der TU Dresden die drittgrößte Universität in Sachsen.
Im Rahmen der Exzellenzinitiative des Bundes und der Länder wurde an der TU Chemnitz das Exzellenzcluster MERGE – Technologiefusion für multifunktionale Leichtbaustrukturen bis 2017 gefördert. Nach Auslaufen der Überbrückungsfinanzierung am 31. Oktober 2019 wurde MERGE in eine Zentrale Einrichtung der Universität überführt.
Mit der Gründung des Zentrums für Lehrerbildung 2013 als zentrale Einrichtung zur Ausbildung von Grundschullehrern kehrte die Lehrerbildung an die Technische Universität zurück. 2014 wurde das Zentrum für Wissens- und Technologietransfer (ZWT) als Zentrale Einrichtung der Technischen Universität Chemnitz gegründet.
Die TU Chemnitz beteiligte sich erfolgreich an beiden Runden des Professorinnenprogramms, das von Bund und Ländern finanziert wird. 2019 beteiligte sich die TU zum dritten Mal erfolgreich am Professorinnen-Programm und erhielt als einzige sächsische Hochschule das Prädikat „Gleichstellung ausgezeichnet“.
Seit April 2019 wird die TU Chemnitz im Rahmen des Programms WIR! – Wandel durch Innovation in der Region gefördert. Im Rahmen der Beteiligung an den beiden Verbundprojekten Smart Rail Connectivity-Campus und SmartERZ stehen bis zu 15 Mio. Euro bereit. Ziel des Smart Rail Connectivity-Campus ist der Aufbau eines Forschungscampus in Annaberg-Buchholz zur Erforschung des autonomen Zugverkehrs.
Ebenfalls 2019 erhielt die TU Chemnitz den Preis für Hochschulkommunikation für ihr kommunikatives Gesamtkonzept und ihr Eintreten gegen Gewalt und Fremdenfeindlichkeit nach den rassistischen Ausschreitungen in Chemnitz 2018.
Die Technische Universität Chemnitz leitet seit 2021 die Universitätsallianz Across. Across ist ein Zusammenschluss von neun europäischen Universitäten in Grenznähe, die durch gemeinsame Studien- und Lernangebote, vereinfachte Mobilitätsmöglichkeiten (vor Ort, online und hybrid) sowie vielfältige gemeinsame Veranstaltungen mit Städten, Gemeinden und Bürgern das Bildungsangebot für Studierende und Lernende der Regionen erweitern und somit zur Sicherung der Lebensqualität in Grenzregionen beitragen.
2021 setzte sich die TU Chemnitz gemeinsam mit ihren Partnern beim Wettbewerb um den Standort für das Innovationszentrum für Wasserstofftechnologie des Bundes durch. Damit ist Chemnitz einer von vier Standorten für das Nationale Wasserstoff-Kompetenzzentrum – neben Duisburg, Pfeffenhausen sowie einem Konsortium in Norddeutschland. Die Anlage in Chemnitz wird „Hydrogen and Mobility Innovation Center“ (HIC) heißen und erhielt 2022 eine Aufstockung der Bundesmittel von 12,5 Millionen Euro auf insgesamt 72,5 Millionen Euro. Das HIC soll auf dem Technologie-Campus Süd der TU Chemnitz entstehen. Am 10. August 2022 schlossen sich die TU Chemnitz, die TU Dresden und die TU Bergakademie Freiberg zur „Sächsischen Wasserstoffunion“ zusammen. Damit wollen die Beteiligten künftig enger bei der Wasserstoffforschung sowie bei der Ausbildung entsprechender Fachkräfte kooperieren.
Zum Wintersemester 2024 waren noch etwas mehr als 8.000 Studierende an der TU Chemnitz eingeschrieben. 2015 waren es noch 11.410 Studierende.

## Gliederung

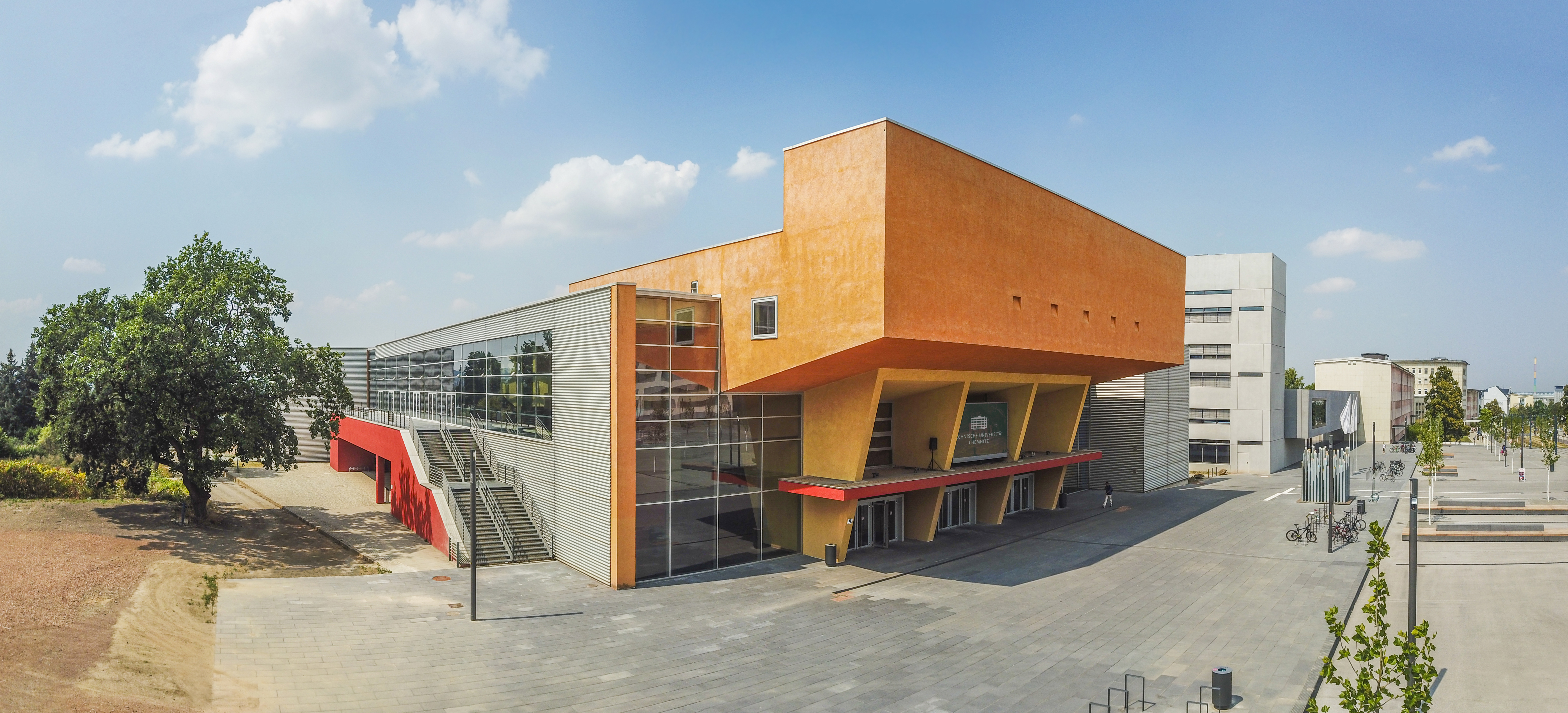
Zentrales Hörsaal- und Seminargebäude der TU Chemnitz auf dem Campus an der Reichenhainer Straße

### Fakultäten
- Fakultät für Naturwissenschaften
- Fakultät für Mathematik
- Fakultät für Maschinenbau
- Fakultät für Elektrotechnik und Informationstechnik
- Fakultät für Informatik
- Fakultät für Wirtschaftswissenschaften
- Philosophische Fakultät
- Fakultät für Human- und Sozialwissenschaften

### Zentrale Einrichtungen
- Forschungscluster MERGE
- Forschungszentrum für Mensch und Technik (MeTech)
- Hochschuldidaktisches Zentrum Sachsen
- Universitätsbibliothek
- Zentrum für Fremdsprachen
- Zentrum für den wissenschaftlichen Nachwuchs
- Zentrum für Wissens- und Technologietransfer
- Forschungszentrum MAIN
- Internationales Universitätszentrum
- Universitätsrechenzentrum
- Zentrum für Lehrerbildung
- Zentrum für Sport und Gesundheitsförderung

### An-Institute
(Quelle: )
- Cetex Institut für Textil- und Verarbeitungsmaschinen gemeinnützige GmbH
- Sächsisches Textilforschungsinstitut e. V. (STFI)
- TUCed – An-Institut für Transfer und Weiterbildung GmbH
- Zentrum für Kriminologische Forschung Sachsen e. V.

## Campus

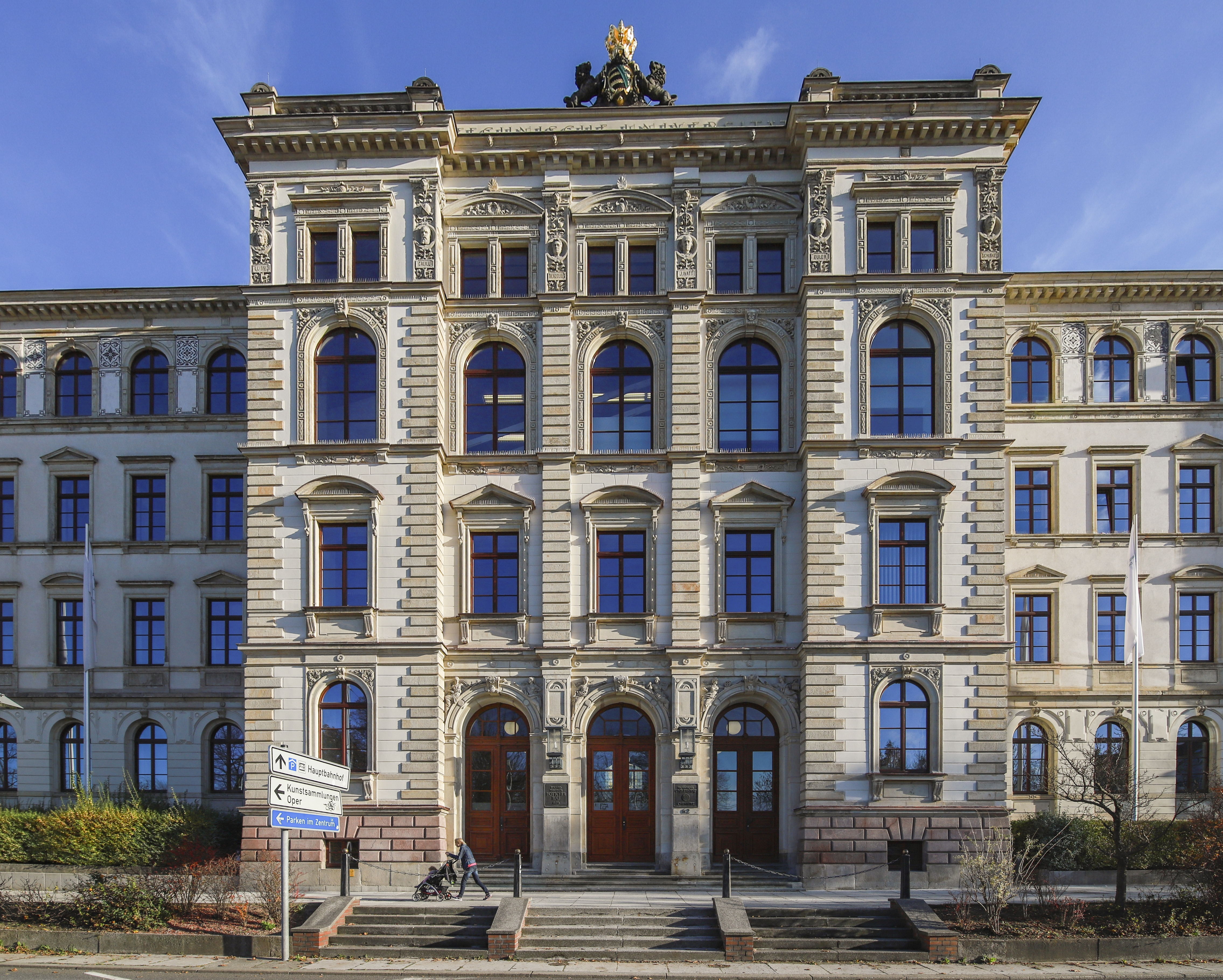
Mittelrisalit des Hauptgebäudes der TU Chemnitz.

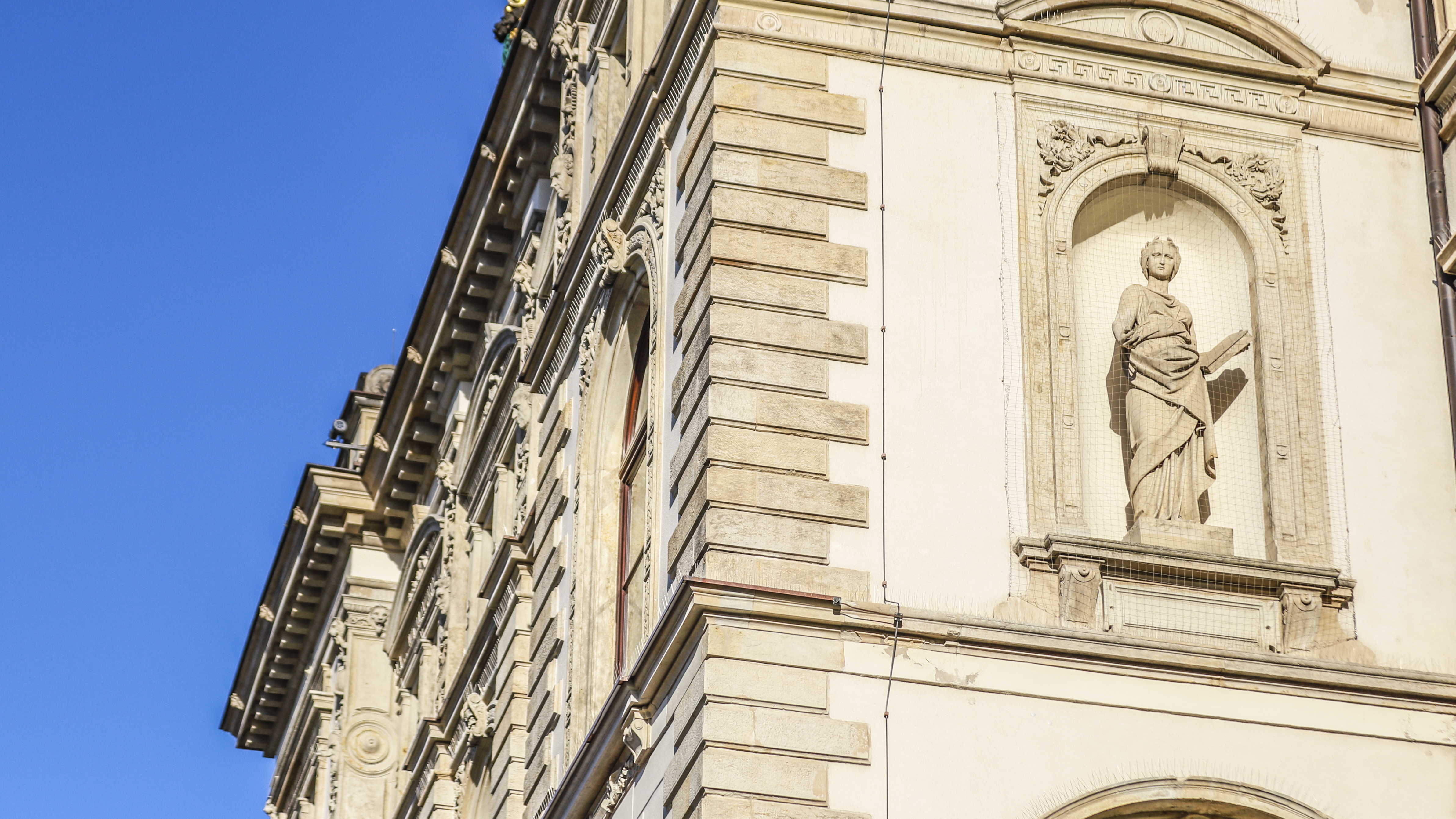
Außenfassade des Böttcher-Baus der TU Chemnitz mit Figuren-Detail.

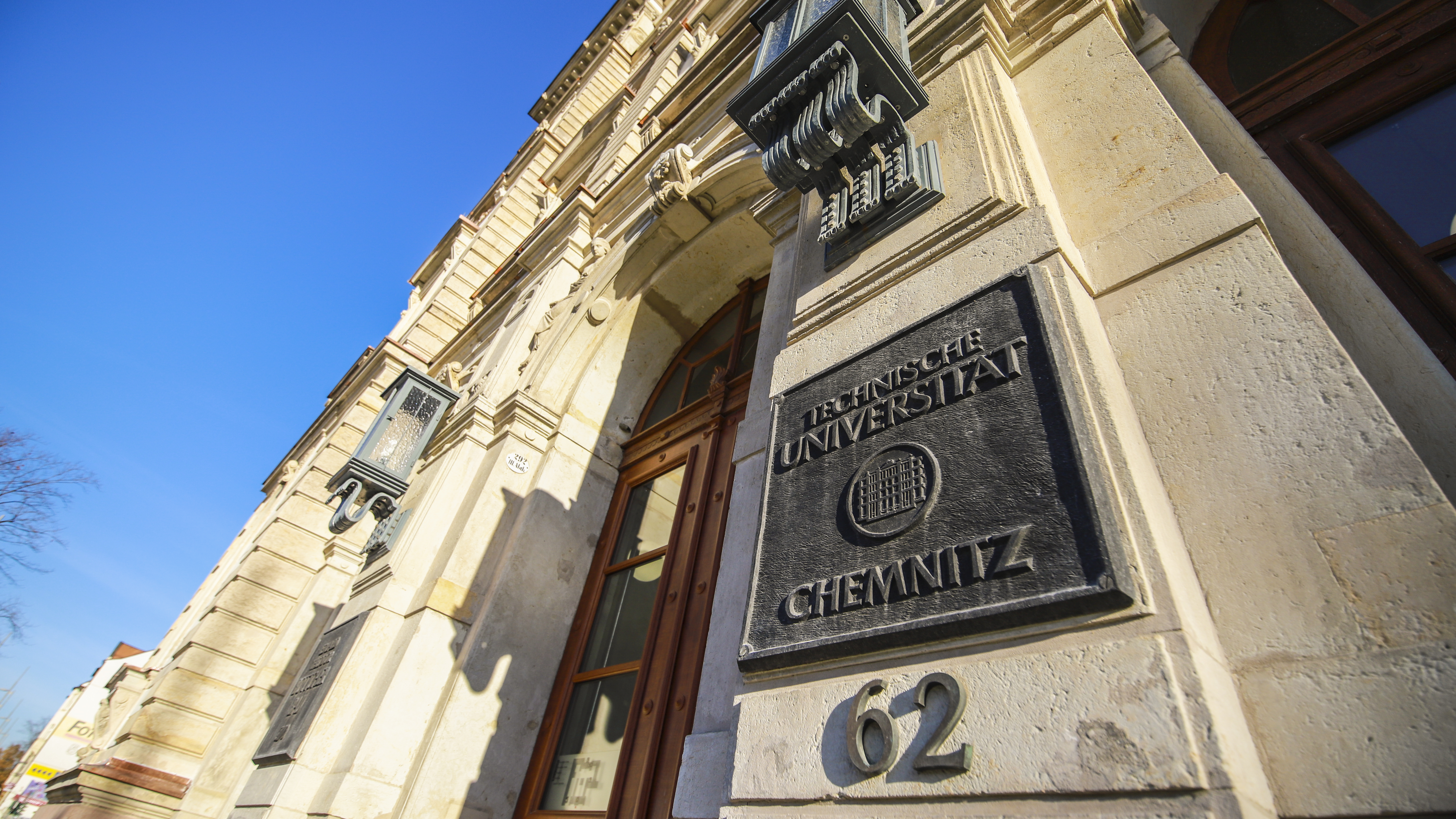
Seit dem 150-jährigen Jubiläum der Ingenieurausbildung im Jahr 1986 trägt das Hauptgebäude der TU den Namen „Eduard-Theodor-Böttcher-Bau“. Die Plakette befindet sich an der Vorderseite des Böttcher-Bau am Eingang.

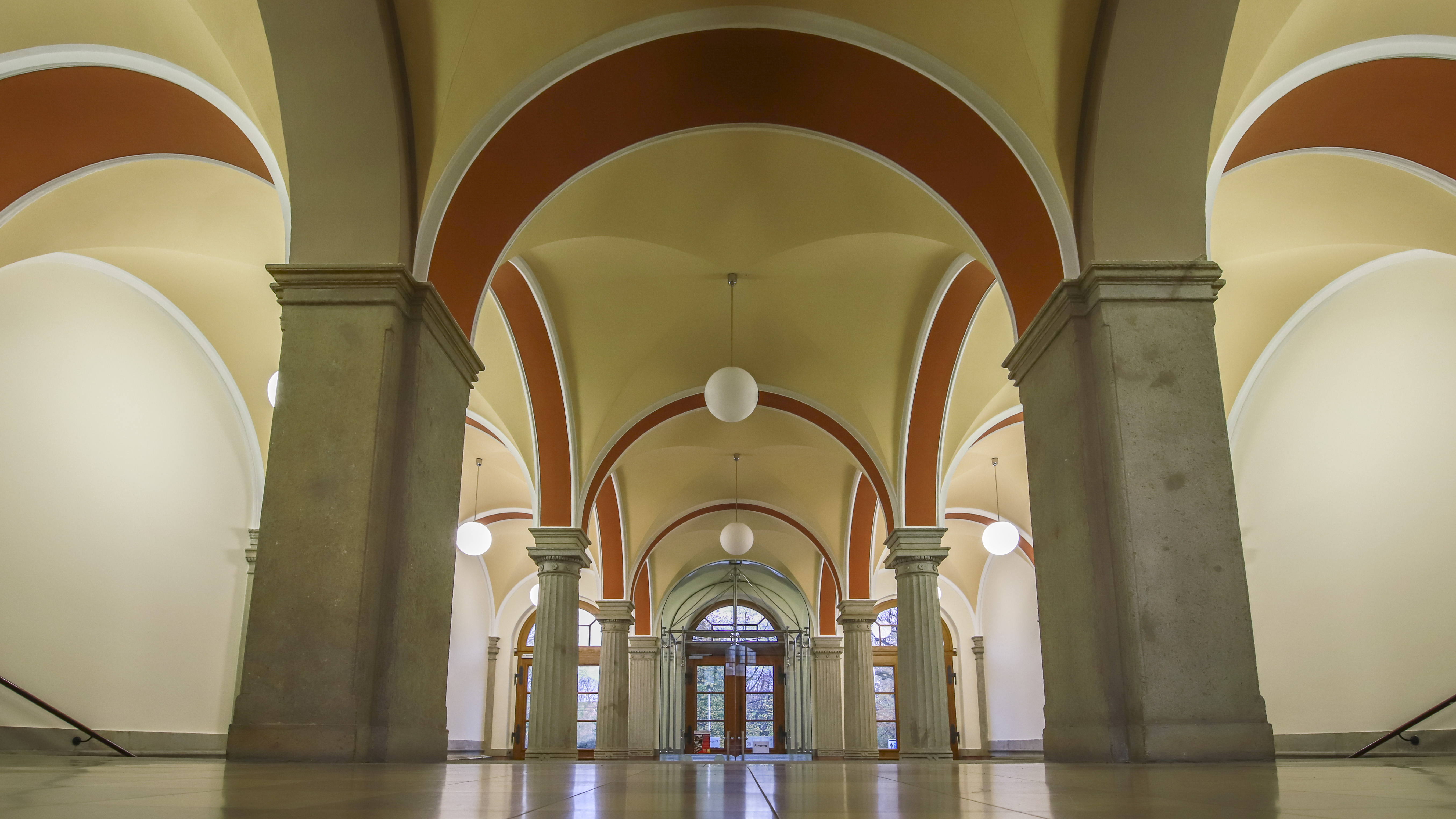
Eingangshalle des historischen Böttcher-Baus der TU Chemnitz mit Säulen und Kreuzgewölbe.

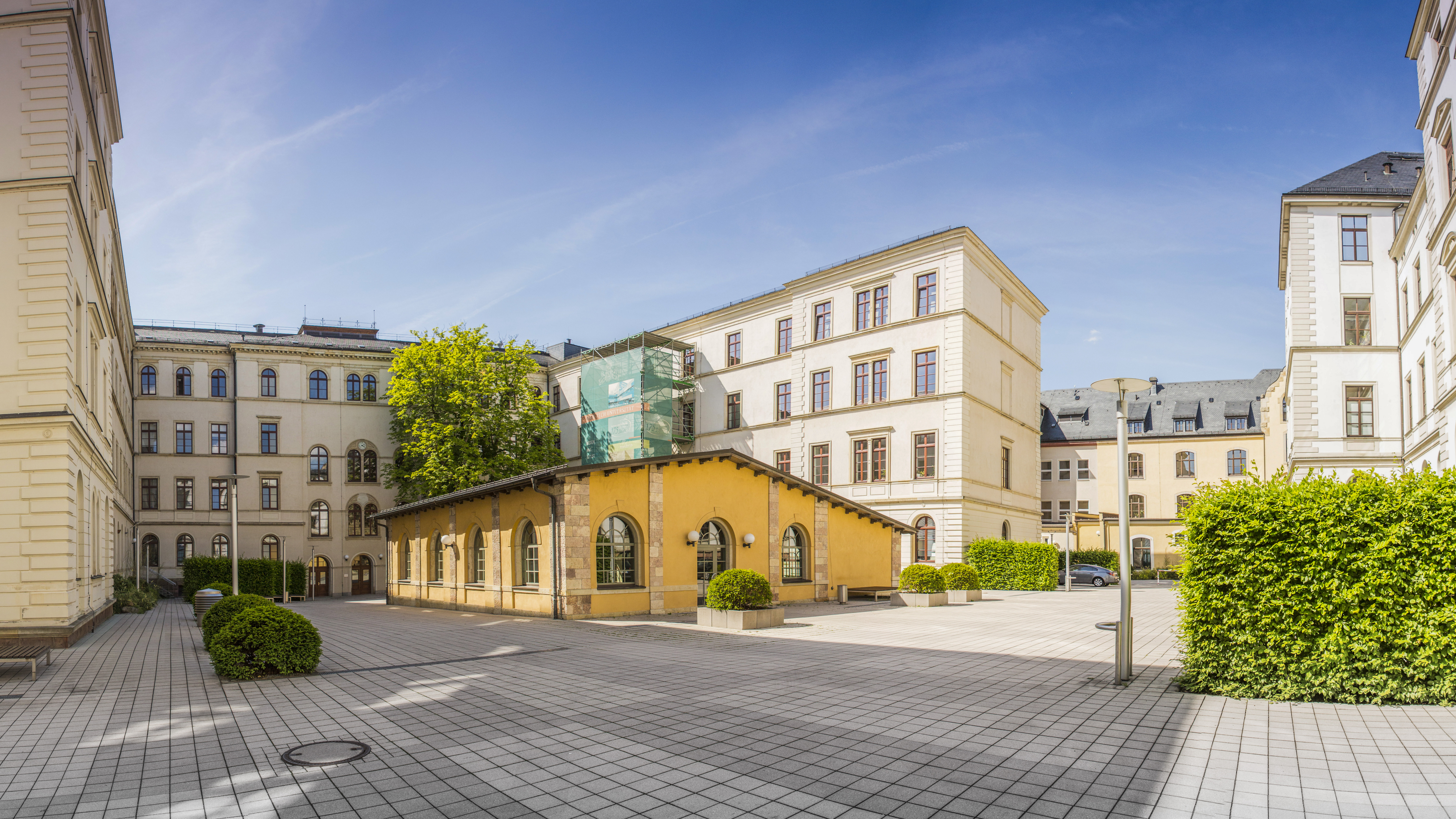
Das „Alte Heizhaus“ im Innenhof des Böttcher-Baus der TU Chemnitz.

Bedingt durch das starke Wachstum der Einrichtung sind die Gebäude der TU Chemnitz relativ weit über die Stadt verteilt, wobei der Uniteil Reichenhainer Straße den zentralen Campus darstellt. Man unterscheidet derzeit vier Uniteile:

### Universitätsteil: Straße der Nationen 62
Im Zentrum von Chemnitz, gegenüber dem Hauptbahnhof, befindet sich der Universitätsteil Straße der Nationen 62, der die Gebäude Straße der Nationen 62 (Böttcher-Bau), Bahnhofstraße 8 (Patentinformationszentrum), Carolastraße 8 (Dezernat Personal, Dezernat Finanzen und Beschaffung) und die Alte Aktienspinnerei (Universitätsbibliothek und Universitätsarchiv) umfasst.

#### Eduard-Theodor-Böttcher-Bau
Der Böttcher-Bau ist das Haupt- und zugleich älteste Gebäude der TU Chemnitz. Es gehört zum Universitätsteil: Straße der Nationen 62. Die Natursteinfassade des Gebäudes besteht aus Granit-, Porphyr- und Sandsteinelementen. Der markanteste Teil des historischen Gebäudes ist die vier Meter lange und 21 Meter hohe Gebäudefront im Mittelteil. Hinter den Haupteingangstüren befindet sich ein Vestibül mit einem historischen Kreuzgewölbe. Nach dem Treppenaufgang befindet sich zur Rechten das Studierendensekretariat.
Auf den oberen Etagen sowie in den weiteren Gebäudeteilen befinden sich die Universitätsleitung (Büro des Rektors, Büros der Prorektoren, Büro des Kanzlers), einige Dezernate der Verwaltung, das Universitätsrechenzentrum sowie die Fakultät für Informatik und das Institut für Chemie der Fakultät für Naturwissenschaften. Des Weiteren befinden sich im Böttcher-Bau eine Mensa sowie eine Cafeteria, die vom Studentenwerk Chemnitz-Zwickau betrieben werden. Ebenfalls in diesem Gebäude ist ein Teil des TUClab angesiedelt, die Start-up-Förderung der TU Chemnitz.
Benannt wurde der Böttcher-Bau, dessen Grundsteinlegung am 2. September 1875 erfolgte, nach Eduard Theodor Böttcher (1829–1893). Böttcher war Professor für Mechanik und langjähriger Direktor der Königlichen Höheren Gewerbsschule in Chemnitz. Bereits 1876 konnte das dem Bahnhof zugewandte Laboratoriums-Gebäude übergeben werden. Aus dieser Zeit stammen auch die Büsten von Jöns Jakob Berzelius und von Alexander von Humboldt im dortigen Treppenaufgang. Am 16. Oktober 1877 erfolgte die feierliche Weihe dieses Gebäudes für die Technischen Staatslehranstalten. Unter diesem Sammelnamen vereinigte sie die Höhere Gewerbschule, die Baugewerkenschule, die Werkmeisterschule und die Gewerbzeichenschule. Das nach modernsten Gesichtspunkten ausgestattete Gebäude, in dem zur damaligen Zeit 612 Schüler unterrichtet wurden, verfügte über 105 Räume mit insgesamt 6.613 Quadratmeter Fläche. Seit dem 150-jährigen Jubiläum der Ingenieurausbildung im Jahr 1986 trägt das Hauptgebäude der Technischen Universität den Namen „Eduard-Theodor-Böttcher-Bau“. Ebenfalls 1986 und aus selbigem Anlass wurde eine Plastik Böttchers vom Karl-Marx-Städter Künstler Frank Diettrich vor dem Senatssaal in der ersten Etage im Mittelteil des Gebäudes enthüllt.
An der vorderen Außenfassade des Gebäudes deuten drei Figurenpaare über den großen Haupteingängen auf die Wissenschaften hin, die damals in diesem Gebäude gelehrt wurden: Mathematik und Physik, Textilindustrie und chemische Technik sowie Maschinen- und Bautechnik.
Darüber hinaus befinden sich im Mittelteil die Portraitköpfe berühmter Vertreter der Wissenschaften im Hochrelief. Abgebildet sind:
- Galileo Galilei (1564–1642)
- Gottfried Wilhelm Leibniz (1646–1716)
- Jöns Jakob Berzelius (1779–1848)
- Leonhard Euler (1707–1783)
- Gaspard Monge (1746–1818)
- James Watt (1736–1819)
- Karl Karmarsch (1803–1879)

In Höhe der ehemaligen Aula-Fenster sind an den Seiten des Mittelteils zwei 2,25 Meter große Standbilder zu sehen. Die linke Figur symbolisiert, mit Zahnrad und Zirkel ausgestattet, die Technik. Das rechte Standbild stellt die Wissenschaft dar – bekräftigt durch das Buch und die dozierende Haltung. Sämtliche Porträts und die beiden Standbilder wurden von dem Bildhauer Anton Händler modelliert, der an der Chemnitzer Gewerbzeichenschule unterrichtet hat.
Auf dem Dach des Gebäudes, direkt über den Porträts in der vierten Etage, befindet sich eine Brüstungsmauer. Auf ihr war damals der Schriftzug „Königliche Technische Lehranstalten“ zu lesen, der mittlerweile durch die Aufschrift „Technische Universität“ ersetzt worden ist. Abgerundet wird das Bild von zwei Löwen, die das mit einer goldenen Krone verzierte sächsische Wappen.
Im Innenhof des Böttcher-Baus befindet sich das „Alte Heizhaus“. Dabei handelte es sich ursprünglich um ein flaches Gebäude, bestehend aus Kesselhaus und Schornstein, das über Kanäle zur Heizung und Belüftung des Böttcher-Baus vorgesehen war. Diese Kanäle lagen bis zu 3,5 Meter unter der Erde, die Sohle des Schornsteins sogar sechs Meter. Auf einer Freitreppe gelangte man in den Keller des Kesselhauses, links und rechts der Treppe fanden sich Öffnungen mit gusseisernen Deckeln, durch die das Brennmaterial in die unterirdischen Räume gelagert wurde. Diese Anlage gehörte zu den modernsten der damaligen Zeit. Der Bau des Kesselhauses begann im April 1875 und wurde mit dem Schornstein sowie einem unterirdischen Verbindungskanal zwischen Schornstein und Laboratorium im Oktober 1875 vollendet. Das Gebäude selbst wurde 1877 vom Chemnitzer Architekten Emil Alwin Gottschaldt errichtet. Als 1967 der Anschluss an die städtische Wärmeversorgung erfolgte, wurde der Schornstein abgetragen. In das Haus wurde im Anschluss eine Umformer-Station integriert. Im Zuge weiterer Sanierungen von 1996 bis 2000 wurden alle technischen Anlagen in den Kellerbereich verlagert. Seitdem dient es auch als Station für technische Anlagen zur Versorgung des innerstädtischen Uni-Teils und als Veranstaltungszentrum. Nach Beendigung der Sanierung erhielt das Gebäude seinen heutigen Namen, „Altes Heizhaus“, den das damalige Rektorat unter 104 Vorschlägen nach einem universitätsweiten Aufruf für Benennungsideen auswählte. Heute wird das „Alte Heizhaus“ als Veranstaltungszentrum genutzt, in dem Kongresse, Tagungen, Lesungen, Ausstellungen und mehr stattfinden.
Im Jahr 2019 fanden umfangreiche Sanierungsarbeiten an der Fassade des Böttcher-Baus statt. Ebenfalls 2019 wurde ein öffentlicher Common Room eingerichtet.

#### Universitätsbibliothek

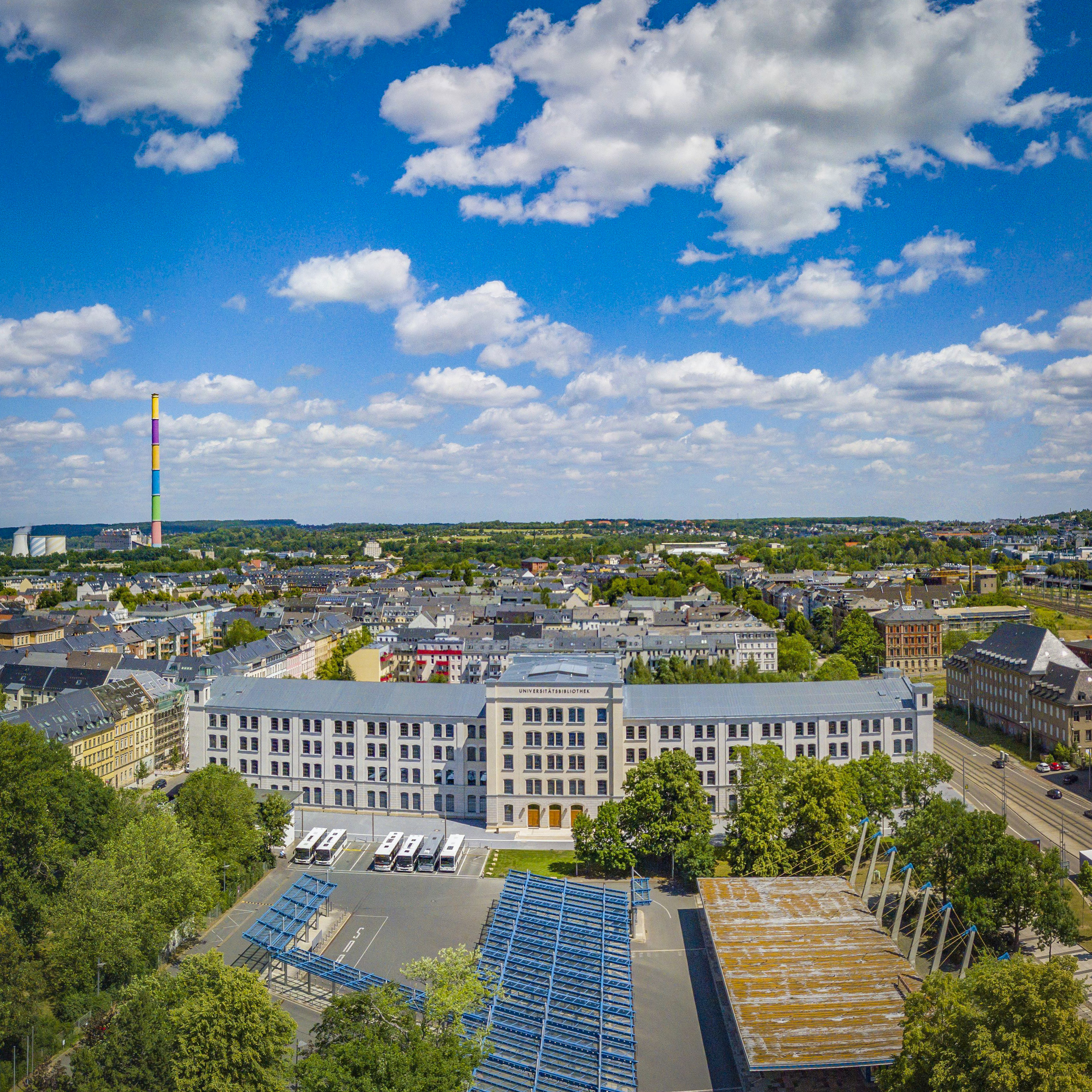
Zentralbibliothek der TU Chemnitz

Die Universitätsbibliothek der TU Chemnitz befindet sich seit dem 1. Oktober 2020 im denkmalgeschützten Gebäude „Alte Aktienspinnerei“. Das historische Gebäude wurde im Baustil des historischen Eklektizismus um 1858 erbaut und beherbergt mit der UB Chemnitz auch einen Bestand von rund 1,2 Millionen Büchern.
Der Architekt Friedrich Theodor Roschig hatte das Gebäude aufgrund der Brandgefahr ganz aus Eisen und Stein projektiert und auf Holz als Baumaterial verzichtet. Das Gebäude zählte damals zu den brandsichersten der Stadt Chemnitz. Mit 60.000 Spindeln war sie die größte Spinnerei Sachsens. Anfang des 20. Jahrhunderts zog die Spinnerei aus dem Gebäude aus, weil es für die Menge des zu produzierenden Garnes zu klein geworden war.

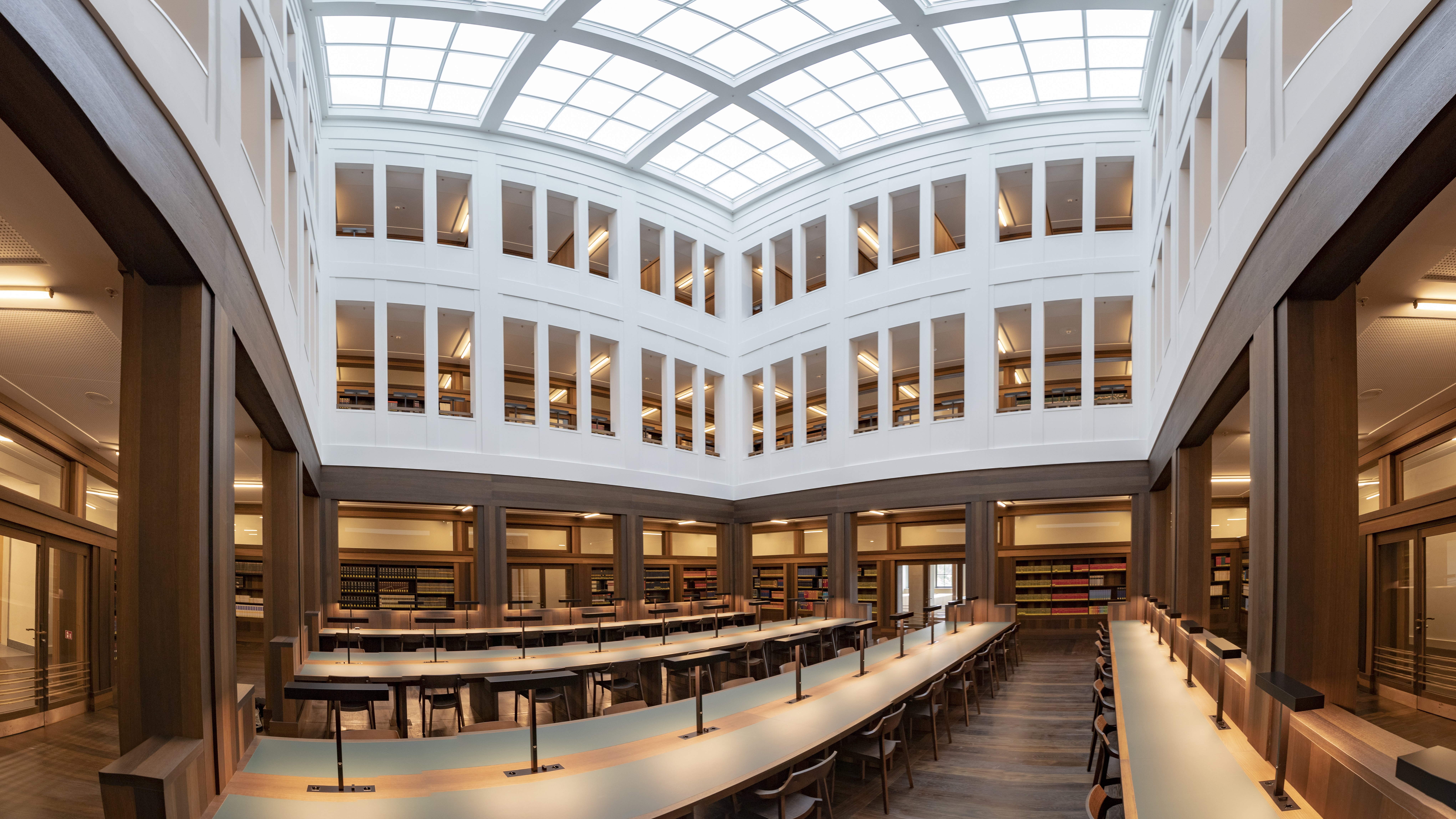
Der zentrale Lesesaal in der neuen Universitätsbibliothek der TU Chemnitz.

Im Zweiten Weltkrieg wurde das Haus stark beschädigt und verlor die oberste Etage. Nach dem Krieg bekam das Gebäude ein Notdach und erlebte in der Zeit der DDR und nach der Wende eine vielfältige Nutzung: unter anderem als Kaufhaus, Puppenbühne, Stadtbibliothek, Bürogebäude und nach der Jahrtausendwende auch als Kunstgalerie. Danach stand das Gebäude leer.
Im Jahr 2012 wurde ein europaweiter Wettbewerb zum Umbau der Alten Aktienspinnerei gestartet. In der Ausschreibung gab es die klare Vorgabe, dem Haus seine ursprüngliche Gestalt wiederzugeben und den Stil eines Industriegebäudes zu belassen. Am 31. Januar 2013 fällte die Jury unter dem Vorsitzenden Paul Kahlfeldt die Entscheidung, den Entwurf der Bietergemeinschaft Lungwitz, Heine, Mildner (Dresden) und Rabe (Berlin) auf Platz 1 zu setzen. In der Begründung stand: „Der ehrliche und sensible Umgang mit der historischen Bausubstanz und deren Erweiterung ist sehr gelungen. Die konsequente und zeitlose Formulierung wird sowohl in der Fassade als auch in den Innenräumen fortgesetzt. Die historische Bausubstanz wird optimal genutzt und erweitert. Es ist eine klare Trennung von individuellen Arbeitsplätzen und Gruppenräumen zu erkennen. Abgerundet wird die Nutzung durch die zentrale Platzierung der Leseräume.“
Mitte des Jahres 2015 begann der Umbau zur Universitätsbibliothek der TU Chemnitz. Der Umzug der Bestände aus den Standort verschiedener Campusteile fand im Frühjahr bis Sommer 2020 statt. Ab Juni 2020 konnten die bisherigen drei Bibliotheksstandorte, deren Magazine sowie das Universitätsarchiv im Gebäude der Alten Aktienspinnerei zusammengelegt werden.

### Universitätsteil: Reichenhainer Straße

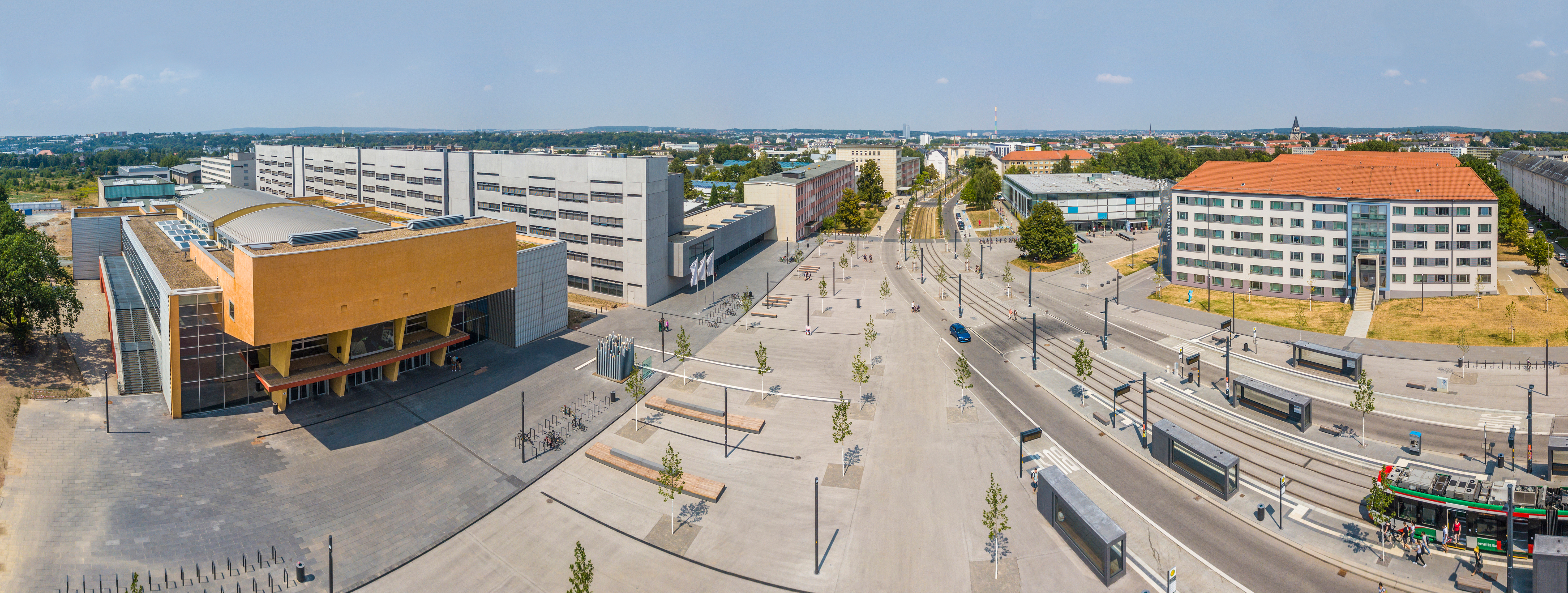
Der Campusplatz der TU Chemnitz und ein Teil der Gebäude des Universitätsstandortes Reichenhainer Straße. Darunter das Zentrale Hörsaal- und Seminargebäude, der Weinhold-Bau, die Mensa und das Studentenwerk Chemnitz-Zwickau.

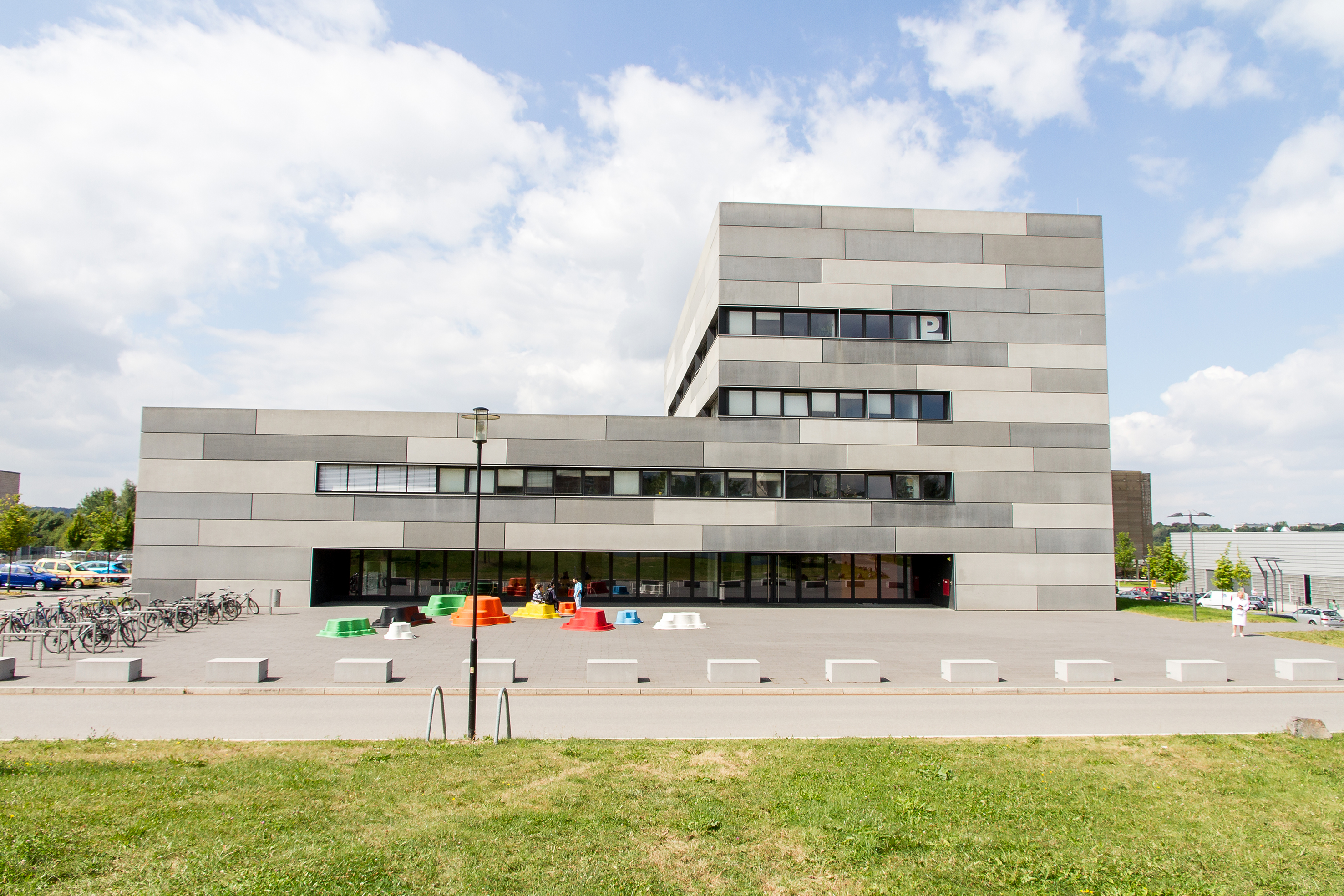
Institut für Physik der TU Chemnitz am Universitätsstandort Reichenhainer Straße.

An der Reichenhainer Straße im Stadtteil Bernsdorf liegt der Campus Reichenhainer Straße. Hier befinden sich z. B. die Mensa, der Student_innenrat sowie das Studentenwerk Chemnitz-Zwickau. Zudem sind hier die Fakultät für Wirtschaftswissenschaften, Teile der Fakultät für Mathematik, die Fakultät für Elektrotechnik und Informationstechnik, das Institut für Physik, Teile der Fakultät für Maschinenbau, Teile der Philosophischen Fakultät und der Fakultät für Human- und Sozialwissenschaften zu Hause. Weiterhin befindet sich hier auch das Zentrale Hörsaalgebäude, welches zwischen 1996 und 1997 für damals 33 Mio. D-Mark errichtet wurde. Es bietet in 4 Hörsälen und 14 Seminarräumen insgesamt 2576 Sitzplätze und wird wegen seines Außenanstrichs gemeinhin Orangerie genannt. Der größte Hörsaal, das „Auditorium Maximum“, fasst 706 Plätze.
Zwischen 2016 und 2017 wurden der Campusplatz vor dem Zentralen Hörsaalgebäude und dem Weinhold-Bau erneuert sowie die Gleise an der Reichenhainer Straße verlegt, um den Campus an das „Chemnitzer Modell“ anzuschließen, das den Campus mit dem Universitätsteil Straße der Nationen 62 und mehreren Städten in der Region verbindet.
Direkt daneben steht mit dem Adolf-Ferdinand-Weinhold-Bau das nach Nutzungsfläche größte Gebäude des Campus Reichenhainer Straße. Das Gebäude wurde in den Jahren 2010 bis 2013 für 55,25 Mio. Euro vollständig saniert und beherbergt zwei Hörsäle, 14 Seminarräume, acht Sprachkabinette, 90 Labore sowie 144 Büroräume. 2014 wurde das Gebäude mit dem „Architekturpreis Beton“ ausgezeichnet.
In unmittelbarer Nähe befinden sich auch alle Studentenwohnheime, die Sportanlagen für den Universitätssport, das Fraunhofer-Institut für Werkzeugmaschinen und Umformtechnik (IWU) sowie das Fraunhofer-Institut für Elektronische Nanosysteme (ENAS).

#### Fakultät für Mathematik
Die Fakultät für Mathematik befindet sich auf dem Campus Reichenhainer Straße (Reichenhainer Str. 39). Am 1. Februar 1954 wurde innerhalb der Fakultät für Mathematik und Naturwissenschaften das Institut für Mathematik und Geometrie gegründet. Aus diesem Institut etablierte sich im April 1994 die Fakultät für Mathematik. Diese setzt sich aktuell aus fünfzehn Professuren zusammen:
- Professur Algebra
- Professur Algorithmische und Diskrete Mathematik
- Professur Analysis
- Professur Angewandte Analysis
- Professur Angewandte Funktionalanalysis
- Professur Finanzmathematik
- Professur Harmonische Analysis
- Professur Inverse Probleme
- Professur Numerik partieller Differentialgleichungen
- Professur Numerische Mathematik
- Professur Stochastik
- Professur Theoretische Mathematik
- Professur Wirtschaftsmathematik
- Professur Wissenschaftliches Rechnen

Die Forschungsschwerpunkte der Fakultät für Mathematik liegen in Algebra und Geometrie, Analysis und PDE, Numerik und Scientific Computing, Stochastik sowie Optimierung.
An der Fakultät für Mathematik können die Bachelor-Studiengänge Mathematik, Finanz- und Wirtschaftsmathematik (gemeinsam mit der Fakultät für Wirtschaftswissenschaften) und MINT: Mathematik, Informatik und Naturwissenschaften mit Anwendungen in der Technik (gemeinsam mit der Fakultät für Naturwissenschaften) studiert werden. Darüber hinaus bietet die Fakultät spezielle Vorbereitungskurse für Abiturienten und innovative Online-Lehrformate an.
Das Angebot der Masterstudiengänge erstreckt sich über Data Science, Mathematik sowie Finance (gemeinsam mit der Fakultät für Wirtschaftswissenschaften). Außerdem unterhält die Fakultät noch den Diplomstudiengang Mathematik sowie den Integrierten internationalen Master- und Promotionsstudiengang Mathematik.
Das Mathematik-Studium in Chemnitz gehört laut dem CHE Hochschulranking 2021 zur Spitzengruppe in Deutschland.
Die Fakultät für Mathematik veranstaltete 2022 erstmals die Mitmachausstellung „Mathematik & Technik erleben“.
Die Fakultät für Mathematik unterhält zwölf Erasmus-Partnerschaften in elf europäischen Ländern. Des Weiteren werden Erasmus+ Gastdozenturen an zehn europäischen Partnerhochschulen angeboten.
2021 erhielt der Chemnitzer Mathematiker Helmut König den Sächsischen Verdienstorden.

#### Fakultät für Maschinenbau
Die Fakultät für Maschinenbau bietet fünf Bachelor- und acht Master-Studiengänge sowie den Diplomstudiengang „Maschinenbau“ an. Historisch gehören der Maschinenbau beziehungsweise der Bereich Mechanische Technik zu den Ausbildungshauptrichtungen bei der Gründung der Gewerbeschule, der Vorläufereinrichtung der TU Chemnitz im Jahr 1836. Seitdem gehören Lehre und Forschung im Bereich Maschinenbau zu den Grundsäulen der TU Chemnitz und ihrer Vorläufer.
Die Fakultät gliedert sich in zehn Institute mit 27 Professuren:
- Institut für Automobilforschung: Zum Institut für Automobilforschung gehören die Professur Alternative Fahrzeugantriebe und die Professur Fahrzeugsystemdesign. Professur Alternative Fahrzeugantriebe hat einen Schwerpunkt im Bereich Forschung und Entwicklung der Brennstoffzellentechnologie.[48] So ist der Professur-Inhaber Thomas von Unwerth Vorstandsvorsitzender des Innovationsclusters Hzwo e. V., der den Aufbau einer Wertschöpfungskette für die Wasserstofftechnologie in Sachsen vorantreibt und die Region Chemnitz zu einem führenden Standort für diese Technologie machen möchte.[49] Jüngere Erfolge hierbei sind die Inbetriebnahme eines einzigartigen Prüfstandes für die Brennstoffzellenforschung,[50] eine Millionenförderung für die Erforschung des Wasserstoff-Antriebes[51] und die Beteiligung an der erfolgreichen Einwerbung eines Wasserstoff-Kompetenzzentrums des Bundes.[52] Darüber hinaus findet in Chemnitz jährlich die FC3 Fuel Cell Conference Chemnitz statt. Im Jahr 2022 erhielt die Professur Alternative Fahrzeugantriebe als Projektpartner eine Millionenförderung[53] zur Weiterentwicklung der Brennstoffzellen-Technologie.[54] Darüber hinaus ist die Professur Alternative Fahrzeugantriebe am Hydrogen and Mobility Innovation Center, einen Wasserstoff-Kompetenzzentrum des Bundes,[55] beteiligt. Die TU Chemnitz hatte dafür gemeinsam mit ihren Partnern eine Förderung über 72,5 Millionen Euro eingeworben.[56]

- Institut für Betriebswissenschaften und Fabriksysteme (IBF): Das Institut mit seinen Professuren Arbeitswissenschaft und Innovationsmanagement sowie Fabrikplanung und Fabrikbetrieb bildet Ingenieure für das Planen, Gestalten, Betreiben und Steuern von Industrie- und Fabrikanlagen, Produktionssystemen und -netzen sowie für die ergonomischen Gestaltung von Arbeitsprozessen, Arbeitsmitteln und Produkten, der Arbeitsorganisation, der Arbeitsumwelt sowie des Arbeits- und Gesundheitsschutzes aus. Die Lehre und Forschung des IBF ist durch eine Professur-übergreifende, interdisziplinäre Zusammenarbeit auf diesen Gebieten gekennzeichnet. Unterstützt werden die Ausbildung und die wissenschaftliche Tätigkeit durch die praktische Arbeit in den Laboren des Institutes.

- Institut für Füge- und Montagetechnik (IFMT): Das Institut für Füge- und Montagetechnik vereinigt die Professuren Schweißtechnik und Montage und Handhabungstechnik. Zentrales Thema der wissenschaftlichen Arbeiten an der Professur Schweißtechnik ist die Erforschung von Prozess-Struktur-Eigenschaftsbeziehungen. Die moderne Montage- und Handhabungstechnik ist heute ohne eine innovative und mechatronisch geprägte Antriebstechnik nicht denkbar.

- Institut für Förder- und Kunststofftechnik (IFK): Das Institut für Förder- und Kunststofftechnik beschäftigt sich neben den grundlegenden Fragen der Basiselemente der technischen Logistik mit neuen Werkstoffen, Energieeffizienz und Lebensdauer von Stetigförderern, Zug- und Tragmitteln mit der Hebe-, Förder- und Schüttguttechnik allgemein. Außerdem werden im Bereich der Kunststofftechnik Fragen der grundsätzlichen Bearbeitung, der Werkstofftechnik, der Werkstoffanalyse und -modifikation sowie von Fertigungsprozessen von Kunststoffen untersucht.

- Institut für Konstruktions- und Antriebstechnik (IKAT): Das Institut für Konstruktions- und Antriebstechnik verfolgt neben der Erforschung von Maschinenelementen in ihrer Gesamtheit der Wechselwirkungen auch das Ziel der Synthetisierung nachgiebiger Systeme. Vor allem werden tribologische, spannungsmechanische, geometrische, systemische und wirtschaftliche Effekte fokussiert. Dabei kann maßgeblich auf etablierte Simulations- sowie Berechnungsmethoden und ein breites Versuchsspektrum zurückgegriffen werden.

- Institut für Mechanik und Thermodynamik (IMT): Gegenstand der Forschungsarbeiten am Institut für Mechanik und Thermodynamik sind theoretische, numerische und experimentelle Untersuchungen an Festkörpern und Fluiden. Die Professur Festkörpermechanik beschäftigt sich dabei insbesondere mit verformbaren Festkörpern jeder Art. Dazu werden Analysen komplizierter Werkstoffverbunde sowie die Optimierung von Bauteilen und Umformprozessen hinsichtlich der Beanspruchung durchgeführt. Die Professur Strömungsmechanik befasst sich mit Fluidströmungen aller Art, der Entwicklung von Zerstäubern und Düsen zur Erzeugung von Sprays, Beschichtungsdefekten aufgrund kapillarer Strömungen und optischer Strömungsmesstechniken. Die Professur Technische Mechanik/Dynamik beschäftigt sich mit der numerischen Dynamik gekoppelter mechanischer Probleme. Dabei steht eine physikalisch konsistente Zeit-Diskretisierung und eine experimentelle Validierung der Simulationen im Vordergrund. Die Professur Technische Thermodynamik befasst sich mit der Untersuchung von thermodynamischen Stoffdaten fluider Stoffe, grundlegender Phänomene des Impuls-, Wärme- und Stoffübergangs, thermischen Energiespeichern, Solarthermie, wärmetechnischen Apparaten und Prozessen. Die Professur Technische Thermodynamik ist maßgeblich an der Forschungsplattform Kälte- und Energietechnik beteiligt, die vom Bund gefördert wird und in Reichenbach (Vogtland) entstehen soll.[57]

- Institut für Print- und Medientechnik (PM): Das Institut konzentriert sich auf aktuelle Themen des Drucks und der Medien, insbesondere auf dem Feld der gedruckten Elektronik.[58] Am Institut wurde ein Surround-System entwickelt, das Audiosignale über in Papier gedruckte Elektronik wiedergeben kann.[59]

- Institut für Strukturleichtbau (IST): Der notwendige Klimaschutz und die steigende Ressourcenknappheit erfordern die Bereitstellung neuer Technologien für die effiziente Nutzung von Rohstoffen und Energie. Im Vordergrund der branchenübergreifenden Forschungs- und Entwicklungsarbeiten am Institut für Strukturleichtbau (IST) stehen daher Leichtbaustrukturen mit hoher Leistungs- und Funktionsdichte sowie die zugehörigen Produktionsverfahren. Gemäß dem Chemnitzer Modell der Bivalenten Ressourceneffizienz (BRE-Strategie) wird eine hohe Material- und Energieeffizienz sowohl bei den ganzheitlichen Wertschöpfungsketten als auch bei der Nutzung der Bauteile und Komponenten angestrebt. Alleinstellungsmerkmal bilden hier seriennahe Prozesse zur Herstellung konturgerechter, belastungsangepasster Faserverbund- und Hybridstrukturen. Das IST koordinierte den einzigen Bundesexzellenzcluster auf dem Gebiet der Leichtbauforschung.

- Institut für Werkstoffwissenschaft und Werkstofftechnik (IWW): Das IWW arbeitet und forscht auf den Gebieten der Werkstoffentwicklung und -behandlung, der Beschichtungs- und Oberflächentechnik, der Verbundwerkstoff- und Fügetechnik, des Verschleiß- und Korrosionsschutzes, der mechanischen Werkstoffprüfung sowie der Mikrostruktur- und Schadensfallanalyse. Es besteht aus den vier Professuren Verbundwerkstoffe und Werkstoffverbunde, Werkstoffwissenschaft, Werkstoff- und Oberflächentechnik sowie Elektronenmikroskopie und Mikrostrukturanalytik.

- Institut für Werkzeugmaschinen und Produktionsprozesse (IWP): Das IWP vereinigt die Professuren Adaptronik und Funktionsleichtbau, Fertigungsmesstechnik, Mikrofertigungstechnik, Produktionssysteme und -prozesse, Umformendes Formgeben und Fügen sowie Virtuelle Fertigungstechnik. Zur Arbeit am Institut gehören auch Methoden und Verfahren der Fertigungstechnik sowie der Aufbau und die Funktion von Fertigungssystemen. Die Anwendungsbereiche sind vor allem der Maschinenbau, die Automobil- und Zulieferindustrie sowie die Medizin- und Mikrofertigungstechnik. Die enge Partnerschaft mit dem Fraunhofer-Institut für Werkzeugmaschinen und Umformtechnik IWU garantiert die an den industriellen Bedürfnissen ausgerichtete Grundlagenforschung und eine dem späteren Einsatz gerecht werdende Ausbildung der Studierenden.

Die Fakultät für Maschinenbau war erfolgreich an der Einwerbung diverser Großforschungsprojekte beteiligt. Dazu gehören:
- Bundesexzellenzcluster MERGE (abgeschlossen)
- Landesexzellenzinitiative eniPROD (abgeschlossen)
- Sonderforschungsbereich (SFB) 283 „Prozessketten der Massivumformung unter Aspekten der Produktivität und Umweltverträglichkeit“ (abgeschlossen)
- SFB 692 „Hochfeste aluminiumbasierte Leichtbauwerkstoffe für Sicherheitsbauteile HALS“ (abgeschlossen)
- SFB 1410 „Hybrid Societies – Humans Interacting with Embodied Technologies“
- SFB-Transregio „Großserienfähige Produktionstechnologien für leichtmetall- und faserverbundbasierte Komponenten mit integrierten Piezosensoren und -aktoren PT-PIESA (abgeschlossen)“
- SFB-TRansregio 96 „Thermo-energetische Gestaltung von Werkzeugmaschinen“.

Mit ihrem strategischen Profil verfolg die Fakultät für Maschinenbau die folgenden Schwerpunkte:
- Ressourceneffizienz und emissionsarme Produktion
- Produktionssysteme für Metall- und Kunststoffkomponenten
- Hochintegrative Prozessketten und Produktionsnetze
- Entwicklung und Einsatz von Werkstoffen und Funktionswerkstoffen
- Automobilproduktionstechnologien
- Struktur- und Systemleichtbau
- Virtuelle Technologien im Maschinenbau
- Textile Verarbeitungs- und Preform-Technologien
- Gedruckte Polymerelektronik

#### Philosophische Fakultät
Die Philosophische Fakultät wurde 1994 gegründet und setzt sich aus sechs Instituten zusammen:

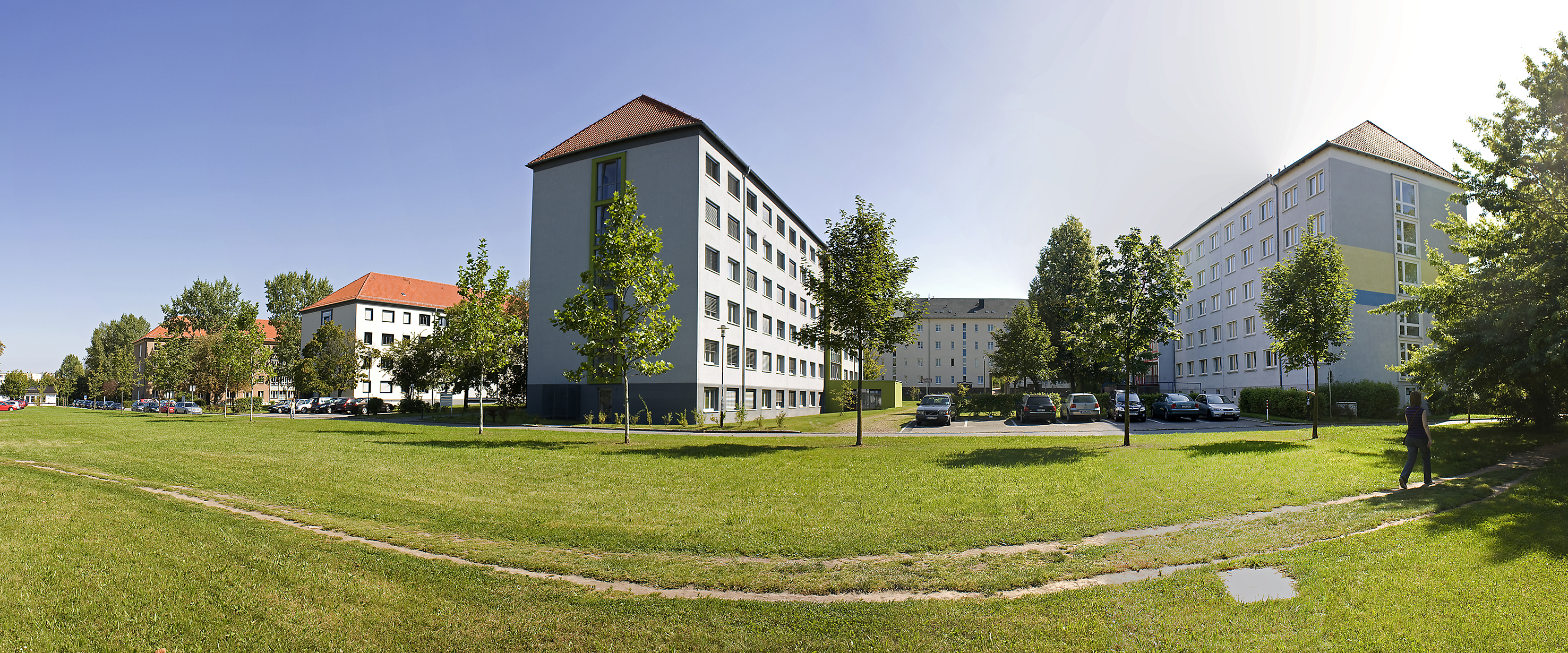
Die Professuren der Fakultät für Wirtschaftswissenschaften sind an den Standorten Reichenhainer Straße 39–41 sowie am Thüringer Weg (im Bild) untergebracht.

- Institut für Anglistik und Amerikanistik
- Institut für Europäische Studien und Geschichtswissenschaften (IESG)
- Institut für Germanistik und Interkulturelle Kommunikation
- Institut für Medienforschung
- Institut für Pädagogik
- Institut für Politikwissenschaft

Das Institut für Anglistik / Amerikanistik legt seinen Forschungsschwerpunkt auf anglophone Literatur und angewandte Sprachwissenschaft, wobei auch nationale Identitäten, Kulturen und soziale Entwicklungen in Großbritannien und der USA in der Forschungsarbeit betrachtet werden.
Das Institut für Europäische Studien und Geschichtswissenschaften (IESG) setzt sich aus zwei Fachbereichen zusammen. Dabe liegt der Fokus auf dem Forschungsgegenstand „Europa“. Die Professuren des Fachbereichs Europa-Studien widmen sich in fünf Disziplinen Forschungsfragen der Europäischen Integration, der Asyl- und Migrationsforschung, Kultur- und Länderstudien Ostmittel- und Westeuropas sowie der Europäische Gesellschaften. Schwerpunkte der vier Professuren der Europäischen Geschichte bilden Aspekte der Geschichte der europäischen Antike, die Entstehungs- und Entwicklungsgeschichte europäischer Territorien und Nationalstaaten, die Geschichte politischer Ideen und grundlegender Fragen von Herrschaft und sozialer Ungleichheit in Europa.
Im Institut für Germanistik und Interkulturelle Kommunikation (IfGIK) liegen die Forschungsschwerpunkte der beiden Fachbereiche Germanistik und Interkulturelle Kommunikation im Schnittfeld von Sprache, Literatur und Kultur. Die Germanistik zeichnet sich dabei insbesondere dadurch aus, dass sie durch die folgenden vier Säulen getragen wird: Germanistische Sprachwissenschaft und Semiotik sowie Multimodale Kommunikation, Neuere Deutsche und Vergleichende Literaturwissenschaft, Deutsche Literatur- und Sprachgeschichte des Mittelalters und der Frühen Neuzeit und Deutsch als Fremd- und Zweitsprache. Der Fachbereich Interkulturelle Kommunikation zeichnet sich durch seine starke kulturtheoretische Verortung und kritische Ausrichtung aus (Kritische Interkulturelle Kommunikation). In den Forschungsschwerpunkten des Fachbereichs spiegeln sich aktuelle gesellschaftliche Entwicklungen wider.
Das Institut für Medienforschung setzt sich mit medialen Mischformen von Realität und Virtualität auseinander. Multimediales Darstellen, Kommunizieren und Lernen sind ebenso Teil der Forschung wie Kognition, Emotion und die die kulturelle Praxis multimodaler Mediennutzung.
Das Institut für Pädagogik erforscht Strukturen, Verläufe und kulturelle Einflussfaktoren außer-institutioneller Lehr-Lern- und Bildungsprozesse im Kontext gegenwärtiger und universeller gesellschaftlicher Phänomene und Herausforderungen.
Die Forschungsschwerpunkte des Instituts für Politikwissenschaft liegen in der Intellectual History, der Wahlsystemforschung und Koalitionstheorie, der methodisch gesättigten vergleichenden Außenpolitikforschung, der internationalen politischen Ökonomie sowie dem Themenfeld Jugend und Politik.
Die Philosophische Fakultät unterhält über 160 Erasmus-Partnerschaften. Darüber hinaus nehmen Studierende der Philosophischen Fakultät regelmäßig an den National Model United Nations (NMUN), einer internationalen UN-Simulation in New York, teil. Dabei konnten in den Jahren 2013, 2014 und 2017 bereits vier Awards gewonnen werden.

#### Fakultät für Wirtschaftswissenschaften
Die 1993 gegründete Fakultät für Wirtschaftswissenschaften umfasst aktuell 17 Professuren und 4 Juniorprofessuren in den Fachgruppen Betriebswirtschaftslehre, Volkswirtschaftslehre, Recht und Wirtschaftsinformatik.
Sie bietet Bachelor-Programme in Wirtschaftswissenschaften, Wirtschaftsingenieurwesen, Wirtschaftsinformatik sowie Europa-Studien mit wirtschaftswissenschaftlicher Ausrichtung. Zudem beinhaltet das Lehrprogramm der Fakultät spezialisierte Master-Studiengänge.
Gemeinsam mit der Università degli Studi di Napoli „Parthenope“ in Neapel bietet die Fakultät ein Doppelabschluss-Bachelorprogramm im Rahmen des Bachelor-Studiengangs Wirtschaftswissenschaften an.
Darüber hinaus pflegt die Fakultät zahlreiche Partnerschaften ins europäische Ausland und im Rahmen des EU-Programms Erasmus+. Studierende der Fakultät für Wirtschaftswissenschaften nehmen regelmäßig gemeinsam mit Studierenden anderer Fakultäten der TU Chemnitz erfolgreich an den National Model United Nations (NMUN), einer internationalen UN-Simulation in New York, teil. Hier gehört die TU Chemnitz traditionell zu den stärksten Teams und wurde mehrfach als „Outstanding Delegation“ ausgezeichnet.
Zudem ist die Fakultät Mitglied der UN-Initiative Principles for Responsible Management Education (PRME), um den Studierenden eine zukunftsfähige und nachhaltigkeitsausgerichtete Ausbildung zu ermöglichen.

Die Forschungsschwerpunkte Innovation und Technologie, Nachhaltigkeit, Digitalisierung, Mensch und Arbeit sowie Konsumentenverhalten und Verbraucherschutz unterstützen die Kernkompetenzen der Technischen Universität Chemnitz. In diesem Zuge befassen sich die Forschenden der Fakultät unter anderem mit gesellschaftsrelevanten Forschungsthemen wie Industrie 4.0, Big Data, dem Strukturwandel, der Ressourceneffizienz, Fragen der nachhaltigen Entwicklung, des Technologie-Managements. Das Studium an der Fakultät für Wirtschaftswissenschaften wurde durch das Ranking auf StudyCheck sehr positiv bewertet.

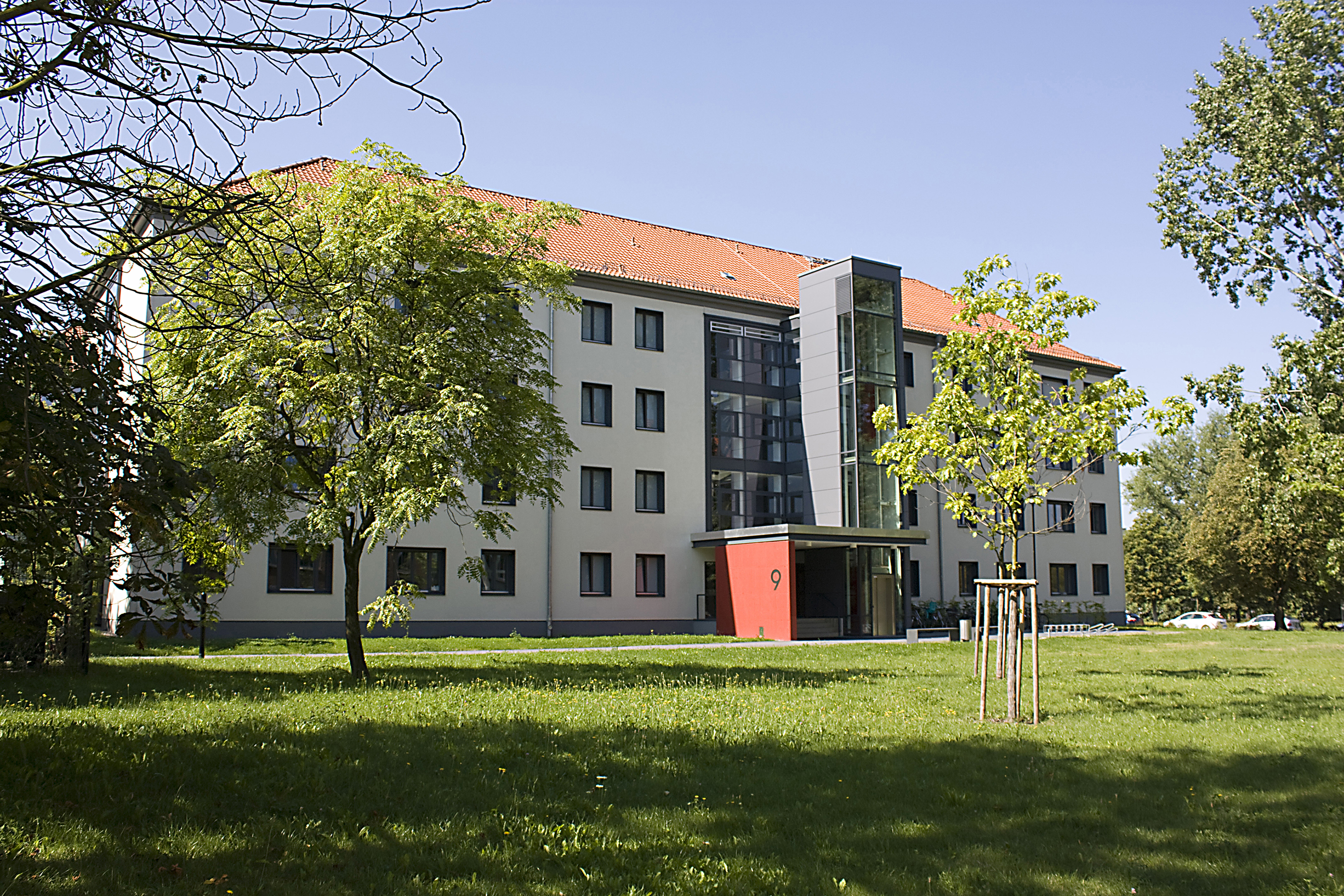
Im Gebäude Thüringer Weg 9 befindet sich das Institut für Europäische Studien und Geschichtswissenschaften der TU Chemnitz.

#### Zentrales Hörsaal- und Seminargebäude

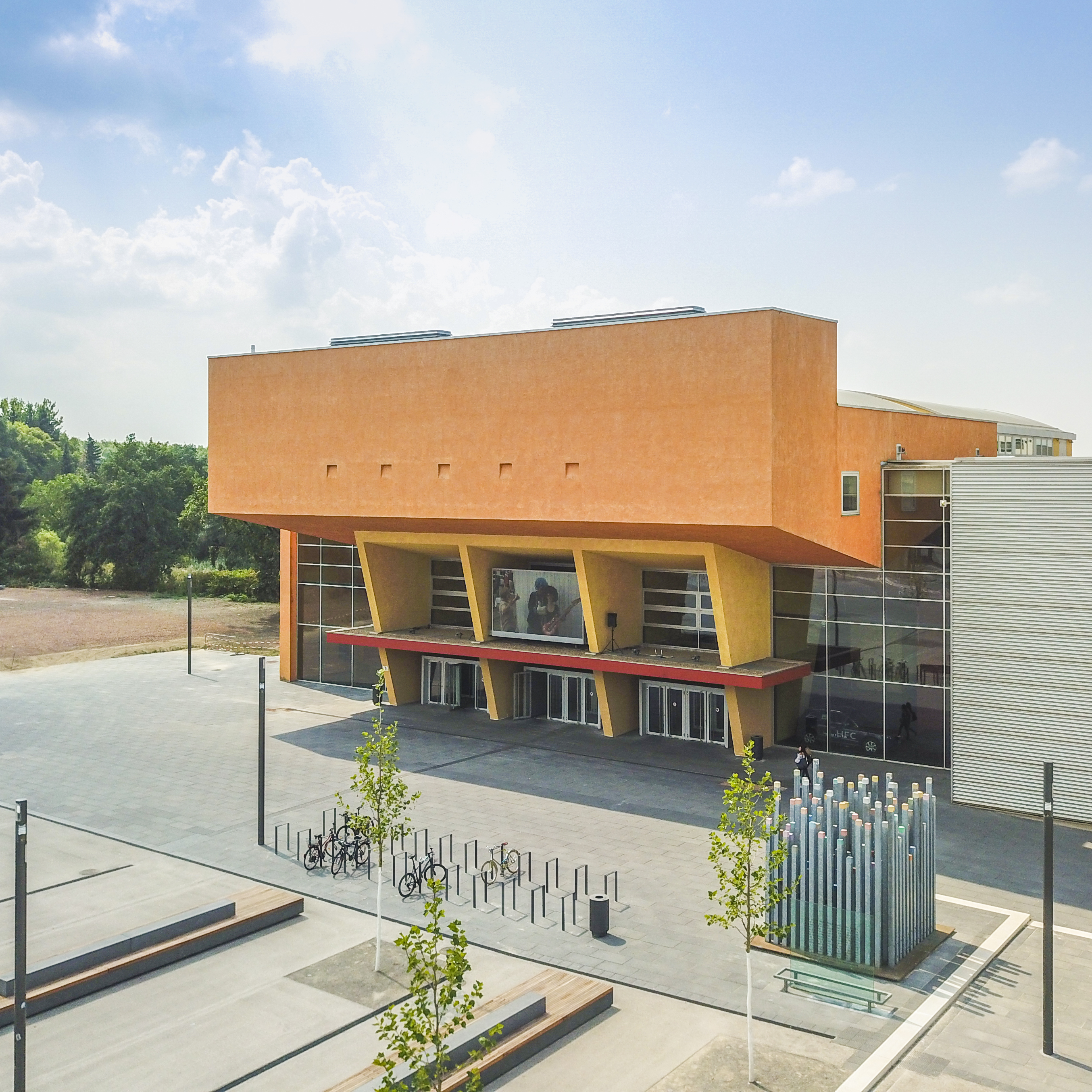
Zentrales Hörsaal- und Seminargebäude der TU Chemnitz.

Ein weiteres markantes Gebäude auf dem Universitätsteil Reichenhainer Straße ist das Zentrale Hörsaal- und Seminargebäude. Von den Studierenden vor allem wegen seines Außenanstrichs gemeinhin „Orangerie“ genannt. Das Gebäude wurde zwischen 1996 und 1998 nach Entwürfen von Meinhard von Gerkan für 33 Mio. D-Mark errichtet. Bauherr war das Staatliche Vermögens- und Hochbauamt Chemnitz. Es bietet in vier Hörsälen und 14 Seminarräumen insgesamt 2576 Sitzplätze. Der größte Hörsaal, das „Auditorium Maximum“, fasst 706 Plätze. Das Audimax wird von vier mächtigen Wandscheiben getragen, die der Reichenhainer Straße zugewandt sind. Der gesamte Inhalt des Gebäudes umfasst 51.766 m³. Die Grundfläche beträgt 8.856 m².
Ein zweigeschossiges Foyer bildet das Zentrum des Gebäudes. Die vier Hörsäle ragen in das Foyer hinein. Umschlossen wird das Foyer auf zwei Ebenen von einem winkelförmigen Baukörper, in dem sich die Seminarräume befinden. Die Ost- und Westseite des Foyers sind vollständig verglast und öffnen sich zur Reichenhainer Straße hin. Über die beiden Hörsäle wurden eine Stahlbinderkonstruktion und ein Metalldach montiert. Die anderen Räume überdachen Betondecken, die zum Teil begrünt sind. Darüber hinaus wurde mit Streckmetall für die Decken, Wellblech an der Fassade und stählernen Fluchttreppen, die zwischen den Sälen im Freien liegen, gearbeitet.
Die Fassade der „Orangerie“ besteht aus einem Ensemble von farbigem Putz, Aluminium-Wellplatten und Glas. Gefärbter Beton, Parkett, Fliesen und Linoleum bilden die Bodenbeläge. Die Wände im Innenbereich sind in kräftigen Rot-, Siena-, Gelb- sowie Blau-Tönen gehalten und bestimmen die Atmosphäre des Gebäudes. Auch Nischen innerhalb des Gebäudes wurden farbig abgesetzt. Es sollen damit sowohl ein erweitertes Raum- wie auch Farberlebnis erzielt werden.
Das Foyer ist ausladend und der zentrale Ort der Begegnung. Hier befinden sich zudem zahlreiche Sitzgelegenheiten, Aufenthaltsmöglichkeiten sowie der Unishop der TU Chemnitz und eine Cafeteria, die vom Studentenwerk Chemnitz-Zwickau betrieben wird. Das Foyer ist zudem ein Veranstaltungsraum, der zum Beispiel für Messen oder externe Veranstaltungen wie die Chemnitzer Linuxtage sowie weitere Kongresse genutzt wird. Im Audimax findet zudem die traditionelle Weihnachtsvorlesung sowie die Kinder-Uni Chemnitz und das Seniorenkolleg an der TU Chemnitz statt.
Vor dem Zentralen Hörsaal- und Seminargebäude befindet sich eine Säulengruppe. Sie besteht aus 187 Stelen aus vollverzinktem Stahlrohr auf einer Grundfläche von 16 Quadratmetern. Die obere Kuppe erhält jeweils eine Farbe eines im Druckgewerbe gebräuchlichen Systems dieser Farbskala. Die Länge der Säulen steht im Zusammenhang mit dem Helligkeitswert jeder Farbe. Die Säulen symbolisieren 187 Grundfarben der sogenannten RAL-Farbskala. Geschaffen hat die Plastik Stefan Nestler aus Dresden.
Zwischen 2016 und 2017 wurden der Campusplatz vor dem Zentrale Hörsaal- und Seminargebäude und dem Weinhold-Bau erneuert sowie die Gleise an der Reichenhainer Straße verlegt, um den Campus an das „Chemnitzer Modell“ anzuschließen, das den Campus mit dem Universitätsteil Straße der Nationen 62 und mehreren Städten in der Region verbindet. Am 8. Dezember 2017 wurde der neue Campusplatz feierlich eröffnet. Der Campusplatz ist zudem ein beliebter Treffpunkt und Veranstaltungsort.

#### Forschungscluster MERGE

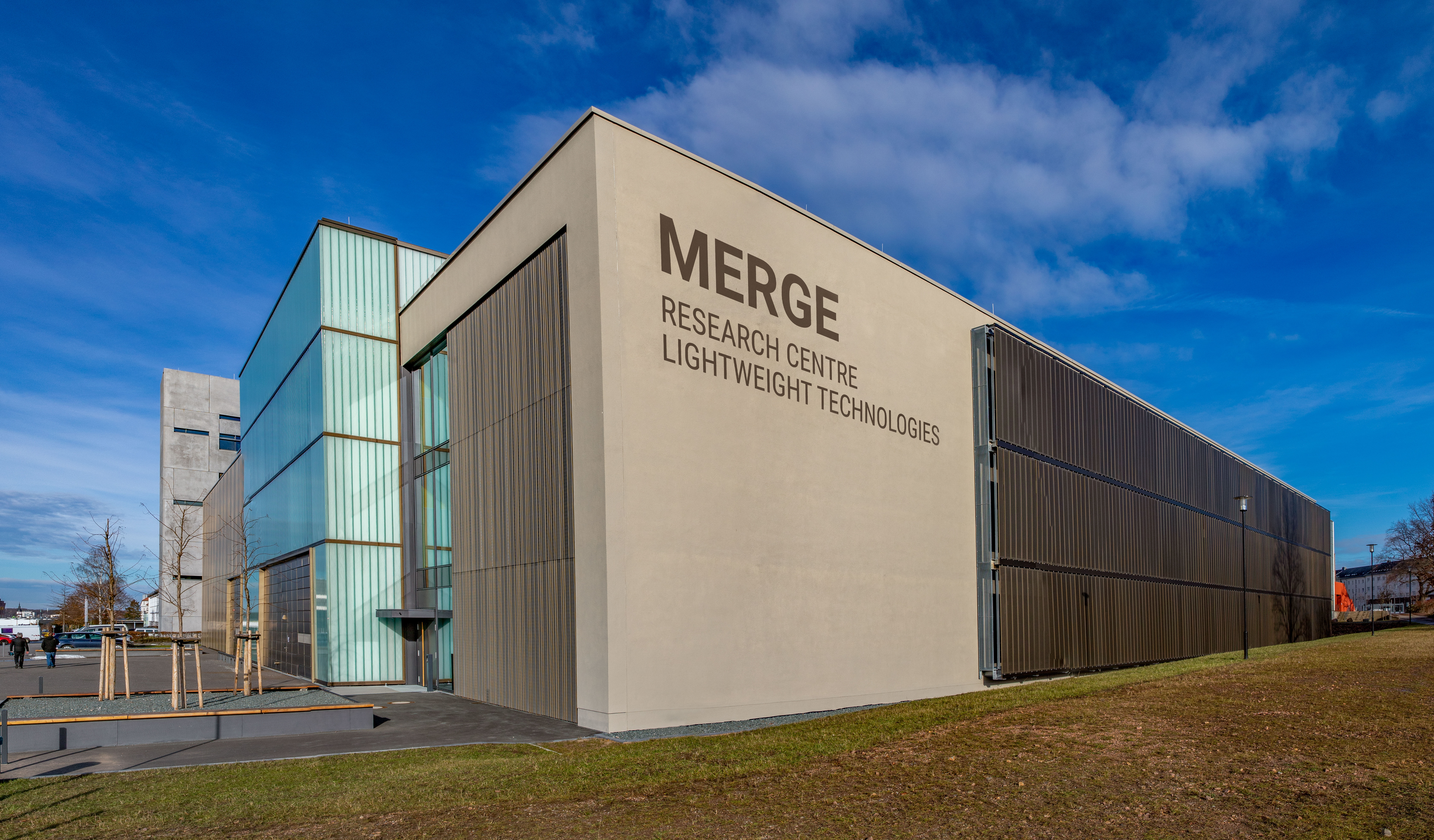
Das MERGE Research Centre „Lightweight Technologies“ der TU Chemnitz mit dem 2020 fertiggestellten Laborgebäude am Universitätsstandort Reichenhainer Straße.

Das MERGE Research Centre „Lightweight Technologies“ befindet sich in unmittelbarer Nachbarschaft zum Zentralen Hörsaalgebäude und dem Weinhold-Bau der TU Chemnitz im Universitätsteil Reichenhainer Straße. Auf insgesamt 4.640 Quadratmetern werden hier neuartige energie- und ressourcensparende Werkstoffe und Produktionsprozesse entwickelt und analysiert. Einsatzgebiete der Werkstoffe und Herstellungstechnologien sind unter anderem die Mobilitätsbranche sowie die Luft- und Raumfahrt. Damit ist die TU Chemnitz zu einem international bedeutenden Zentrum für die Leichtbauforschung geworden.
Das Forschungszentrum entstand unter der Projektleitung der Chemnitzer Niederlassung des Sächsischen Immobilien- und Baumanagements (SIB) und der Beteiligung zahlreicher sächsischer Firmen. Die Gesamtbaukosten lagen bei rund 27 Millionen Euro, die durch Mittel aus dem Europäischen Fonds für regionale Entwicklung (EFRE) zur Verbesserung der Infrastruktur an Hochschulen für Forschung mit anwendungsorientierter Ausrichtung sowie aus Steuermitteln auf Grundlage des vom Sächsischen Landtag beschlossenen Haushaltes finanziert wurden.
In dem dreiteiligen Hallenbau des im ersten Bauabschnitt entstandenen Technologiezentrums bietet die Halle A Raum für zahlreiche Versuchs- und Forschungsstrecken, darunter Compoundier- und Extrusionstechnik sowie Spritzgießmaschinen und eine Orbitalwickelanlage, deren Verfahren und Anlagentechnik am Cluster entwickelt und patentiert wurde.
In der 14 Meter hohen Halle B befindet sich das Herzstück des Forschungsclusters, die sogenannte MERGE-Maschine. Dieser Fertigungskomplex kombiniert die Verarbeitung von kunststoff- und metallbasierten Werkstoffen unter Nutzung der Basistechnologien Umformen und Spritzgießen. Er beinhaltet eine Anlage zur Prototypenfertigung zur Herstellung von Bauteilen, etwa für die Automobilindustrie, und wird durch eine Presse ergänzt. Die zweigeschossige Halle C besitzt einen zentralen Hallenbereich von etwa zehn Metern lichter Raumhöhe, daran angegliedert sind im Erdgeschoss die Besprechungsräume sowie im Obergeschoss die Lüftungszentrale, Versuchs- und Forschungsräume.
Den Hallenkomplex des Technologiezentrums, in dem bereits seit August 2015 geforscht wird, erweitert seit Oktober 2020 ein hochmodernes Labor. Der Freistaat Sachsen investierte dafür rund 14,5 Millionen Euro, der größte Teil stammt aus dem Europäischen Fonds für regionale Entwicklung (EFRE), Neben hochspezialisierten Laborräumen bietet dieser zweite Bauabschnitt unter anderem auch Büro-, Praktika- und Besprechungsräume. Der Neubau schließt sich direkt an die Südfassade des Technologiezentrums an. Beide Gebäude sind im Erdgeschoss und im ersten Obergeschoss miteinander verbunden. In diesen Etagen befinden sich die Labore, in denen nun grundlegende Fragestellungen der Leichtbauforschung entlang der Wertschöpfungskette vom Molekül bis zum komplexen Bauteil geklärt und anschließend produktionstechnisch im angrenzenden Technologiezentrum erprobt werden. Zudem bietet das Laborgebäude Raum für Technologien zur Forschung und Entwicklung u. a. in der additiven Fertigung sowie modernste Ausstattung im Bereich der Prüftechnik.

#### Forschungszentrum für Mensch und Technik (MeTech)
Das Forschungszentrum für Mensch und Technik (MeTech) an der Technischen Universität Chemnitz ist eine fakultätsübergreifende Forschungseinrichtung, die sich mit der Bedeutung des Faktors Mensch in der Interaktion mit Technik auseinandersetzt. Unter der Leitung des Wissenschaftlichen Direktors, Marco Ragni, wurde MeTech im Dezember 2022 gegründet und als Zentrale Einrichtung der TU Chemnitz implementiert. Marco Ragni hat als erster Wissenschaftlicher Direktor die Leitung des Forschungszentrums MeTech übernommen.
Das Forschungszentrum MeTech ist Teil der Kernkompetenz „Mensch und Technik“ der TU Chemnitz und ist auf die Erforschung der Grundlagen und Voraussetzungen für eine erfolgreiche Interaktion zwischen Menschen und technischen Systemen sowie die Realisierung, Bewertung und Erweiterung solcher Systeme ausgerichtet.
Zu den Zielen von MeTech gehören sowohl die Initiierung von inter- und transdisziplinären Großprojekten und der Aufbau einer Infrastruktur und Vernetzung aller Fakultäten auf dem Gebiet von „Mensch und Technik“, sowohl innerhalb der Universität, als auch in Kooperation mit externen Stakeholdern aus der Wirtschaft. MeTech vereint inter- und transdisziplinäre Forschungsansätze aller acht Fakultäten der TU Chemnitz und konzentriert sich auf die folgenden Forschungsschwerpunkte:
- Kognitive KI und Neurorobotik
- Verkehr & Mobilität
- Ethik & Recht
- Human Factors
- Hybride Mensch-Maschine-Interaktion
- Sensorik & Kognition

Projektpartner werden über Schnittstellenthemen im Bereich „Mensch und Technik“ miteinander vernetzt.
MeTech setzt sich dafür ein, die interdisziplinäre Zusammenarbeit und den Wissenstransfer zwischen verschiedenen Disziplinen und Anwendungsgebieten zu fördern und auf diese Weise einen wichtigen Beitrag zur Zukunftsgestaltung in einer technologiegeprägten Welt zu leisten.
Forschungsleitlinien
Das Forschungszentrum MeTech ist an drei großen Forschungsleitlinien orientiert:
1. Grundlagen der Mensch-Technik-Interaktion: Dies umfasst u. a. die Entwicklung von Theorien zur Erklärung, Vorhersage und Veränderung der Interaktion zwischen Mensch und Technik sowie deren Rahmenbedingungen und die Beschreibung der Wechselwirkung von Mensch-Technik-Interaktion und zwischenmenschlicher Interaktion bei Individuen, Gruppen und in Gesellschaften.
2. Methoden, Technologien und Systeme der Mensch-Technik-Interaktion: Dies beinhaltet Entwicklung von Methoden, Technologien und Systemen zur Vorhersage, Simulation, Modellierung und Verbesserung der Mensch-Technik-Interaktion.
3. Theorie-Praxis-Transfer: Hierzu zählt die Integration von Grundlagen- und Anwendungsforschung zu Mensch-Technik-Systemen und einen Innovationshub, d. h. Transfer- und Anlaufstelle, um Organisationen dabei zu helfen, dynamisch auf die digitalen Herausforderungen in der Mensch-Technik-Interaktion zu reagieren und wettbewerbsfähiger zu werden.

Großforschungsprojekte und -initiativen aus dem Bereich Mensch-Technik
Der von der Deutschen Forschungsgemeinschaft geförderte Sonderforschungsbereich „Hybrid Societies“ beschäftigt sich mit der effektiven Koordination zwischen Menschen und verkörperten Technologien wie Robotern, um flüssige Begegnungen und Kooperationen in hybriden Gesellschaften zu ermöglichen. Dabei arbeiten Experten aus den Bereichen der Psychologie, Ingenieurwissenschaften, Informatik, Bewegungswissenschaften, Sprachwissenschaften, Gestenforschung, Soziologie, Physik, Mathematik und der Rechtswissenschaft eng zusammen, um neue Formen der Mensch-Technik-Interaktion zu erforschen. Verkörperte Technologien wie bionische Prothesen oder Telepräsenzroboter sind Teil dieser Interaktionen. Das Ziel ist, ein tieferes Verständnis für die zwischenmenschliche Interaktion und technische Kompetenzen zu erlangen und dieses Wissen in die Entwicklung neuer Technologien, die Mensch und Maschine besser verbinden, einfließen zu lassen.
„Productive Teaming“ ist eine gemeinsame Forschungsinitiative der TU Chemnitz, der TU Ilmenau und der OVGU Magdeburg, die aus dem Forschungs- und Innovationsnetzwerk Chemnitz-Ilmenau-Magdeburg („CHIM“) hervorgegangen ist. Ziel ist es, menschliche Fähigkeiten wie Flexibilität und Anpassungsfähigkeit auf Maschinen zu übertragen, um dynamische Mensch-Maschinen-Teams in Produktionssystemen zu schaffen und damit die Zusammenarbeit zwischen Mensch und Maschine auf eine höhere Ebene zu bringen. Die TU Chemnitz hat dazu zwei Leuchtturmprojekte eingerichtet, die sich mit der Zusammenarbeit zwischen Mensch und Maschine befassen.
Der erste Leuchtturm mit dem Titel „Information Seeking and Complex Problem Solving“ verfolgt das Ziel, relevante Anforderungen und Herausforderungen eines Individuums in einer Teaming-Situation zwischen „Mensch und Maschine“ zu identifizieren, um ein tieferes Verständnis des Teaming-Prozesses zwischen diesen zu generieren. Der zweite Leuchtturm mit dem Titel „Human Factors for One Instant Teaming in HRC“ beschäftigt sich mit der Mensch-Roboter-Kollaboration (MRK) mit Schwerlastrobotern.

#### Forschungszentrum MAIN

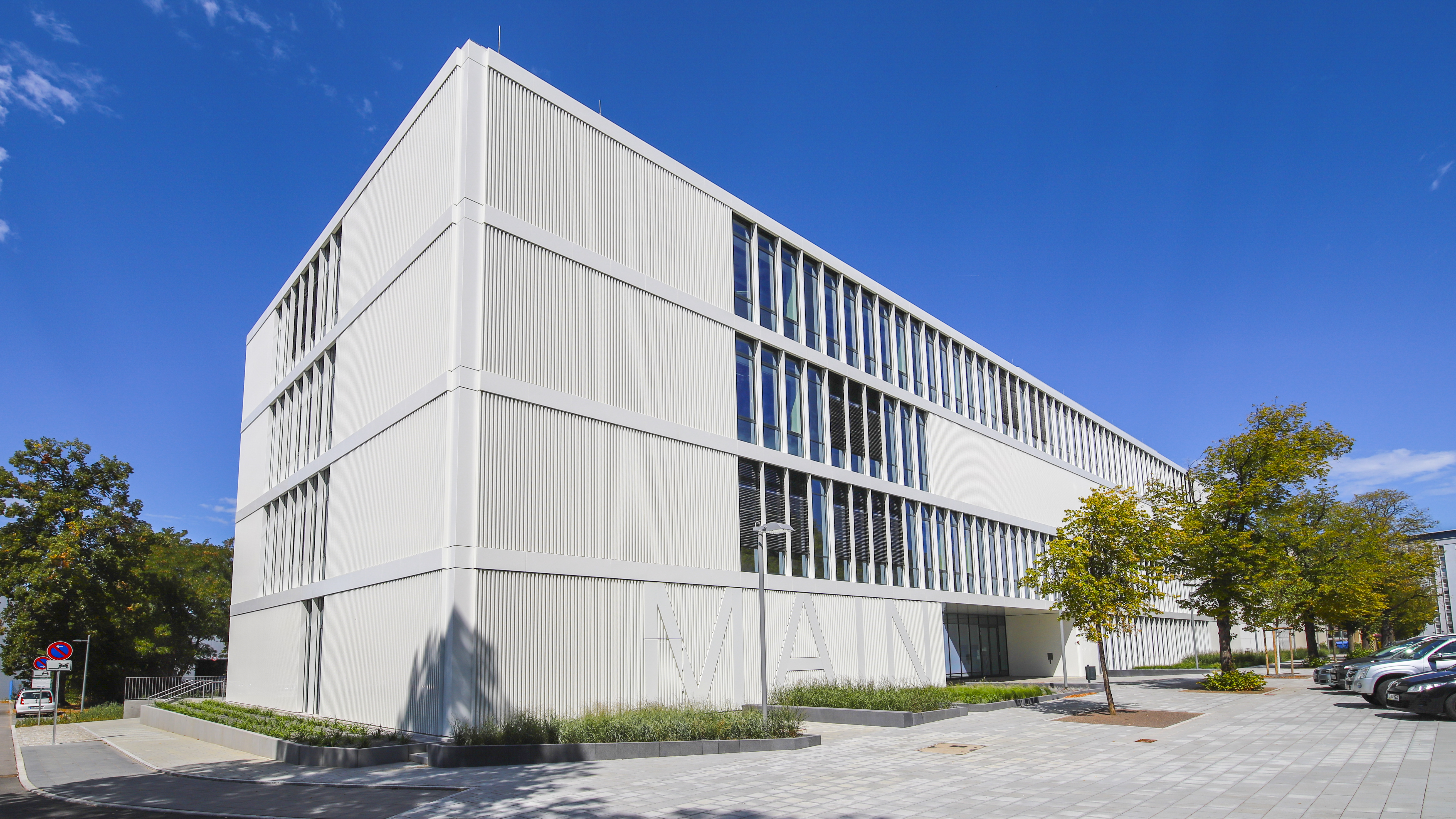
Forschungszentrum MAIN der TU Chemnitz am Universitätsstandort Reichenhainer Straße.

Das Forschungszentrum für Materialien, Architekturen und Integration von Nanomembranen (MAIN) widmet sich der Erforschung der grundlegenden physikalischen und chemischen Eigenschaften flexibler Nanomembranen. Dazu gehört auch die Erschließung des ingenieurwissenschaftlichen Anwendungspotentials dieser Materialklasse. Bei Nanomembranen handelt es sich um eine neuartige Materialklasse und einem der modernsten Felder der Werkstoff- und Materialwissenschaften.
Das Forschungszentrum MAIN ordnet sich in die Kernkompetenz „Materialien und intelligente Systeme“ der TU Chemnitz ein und schlägt eine Brücke zwischen der Grundlagenforschung und der angewandten Forschung, zum Beispiel in der Verbindung von Sensorik und Aktorik im Bereich der Mikrorobotik. So gelang es Forschern am Forschungszentrum MAIN 2020 gemeinsam mit Wissenschaftlern am Leibniz-Instituts für Festkörper- und Werkstoffforschung Dresden (IFW) unter Leitung von Oliver G. Schmidt, den kleinsten Mikroelektronischen Roboter zu konstruieren. Als „Smallest microelectronic robot“ steht die Konstruktion zudem in den Guinness World Records.
MAIN ist zwischen 2011 und 2018 als Forschungsbau gemäß Art. 91b Abs. 1 Nr. 3 GG entstanden und wurde mit rund 34,3 Millionen Euro aus Bundes- und Landesmitteln kofinanziert. Am 13. August 2018 wurde der Neubau an die TU Chemnitz übergeben. Die Errichtung des Forschungsbaus war im Rahmen eines erfolgreichen Antrags der TU Chemnitz beim Wissenschaftsrat gefördert worden und bietet seit der Übergabe 120 Wissenschaftlern modernste Forschungs- und Arbeitsbedingungen.

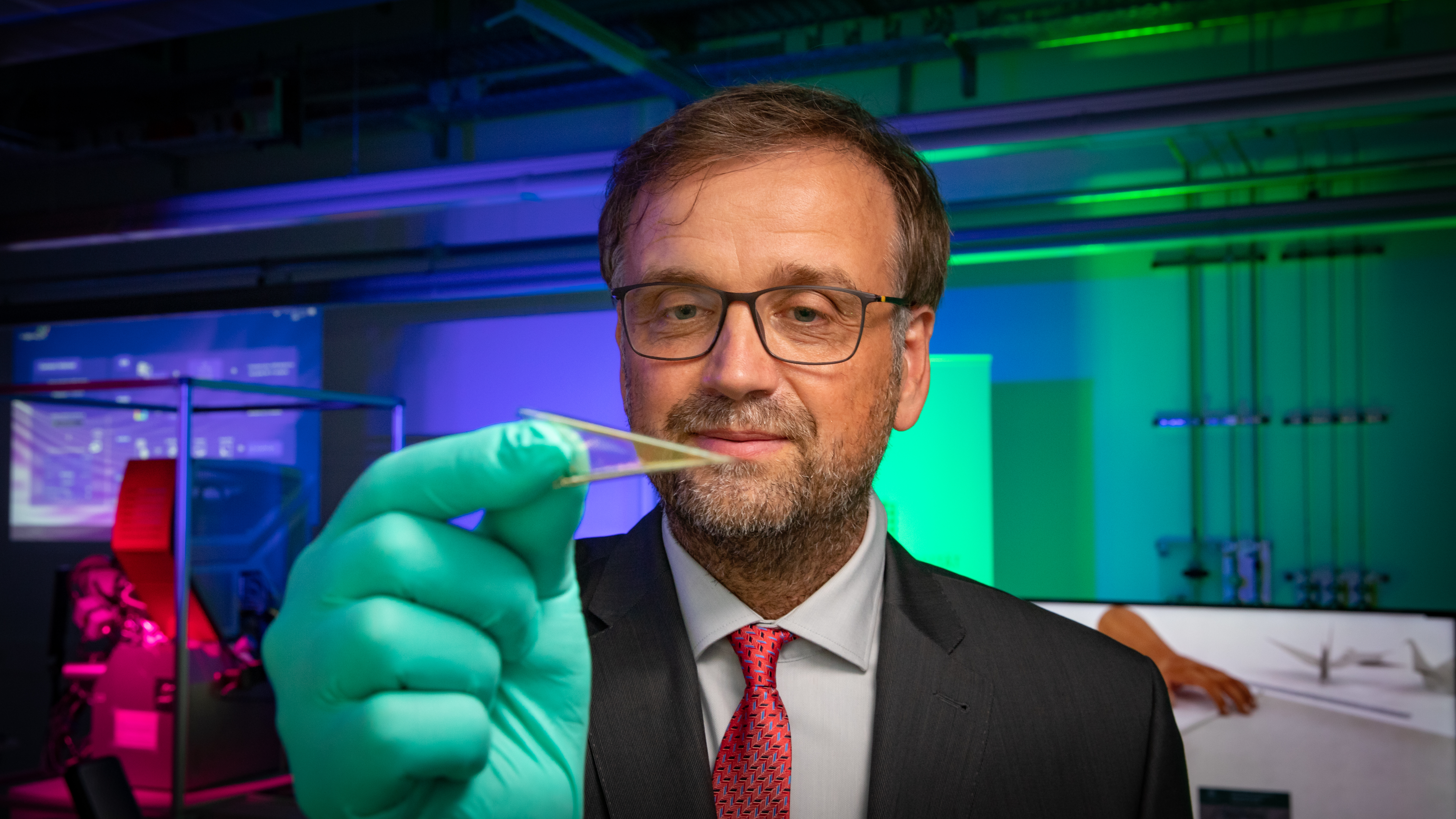
Oliver G. Schmidt ist Leibniz-Preisträger und Pionier auf dem Gebiet der Mikrorobotik, Mikromotoren und flexibler Nanomembranen. Er wechselte zum 16. September 2021 an die TU Chemnitz und ist dort Wissenschaftlicher Direktor des Zentrums für Materialien, Architekturen und Integration von Nanomembranen (MAIN).

Der Bau wurde nach dem Siegerentwurf der Architekten Heinle, Wischer und Partner aus Dresden von der Niederlassung Chemnitz des Staatsbetriebes Sächsisches Immobilien- und Baumanagement (SIB) verantwortet. Der Forschungsbau mit ca. 3.800 Quadratmetern Nutzfläche wurde als massiver Stahlbetonskelettbau mit tragenden Wandscheiben und Decken ausgeführt, damit erschütterungsfreie Messungen möglich sind. Als Erschütterungsschutz für die empfindlichen Laborgeräte ruht der Komplex auf einer rund 1,60 Meter starken Bodenplatte aus Stahlbeton.
Funktionales Highlight sind die Reinräume, welche die Fertigung elektronischer Bauteile in staubfreier Umgebung ermöglichen. Im Gebäude wurden auch zwei so genannte „Wissensgärten“ als Orte der Begegnung und des Austausches geschaffen, die etagenübergreifend die Idee der Verbindung von Forschungsbereichen unterstützen. Gestaltet wurden diese Bereiche von der Dresdner Künstlerin Patricia Westerholz, die den Wettbewerb „Kunst am Bau“ mit ihrer Arbeit „layers and structures“ (Schichten und Strukturen) gewann. Die architektonischen und funktionalen Besonderheiten dieses Forschungsgebäudes wurden bei den am 24. Juni 2020 vergebenen Industriebaupreisen 2020 gewürdigt und erhielten von der Jury eine Anerkennung.
Im August 2020 hat das Rektorat der TU Chemnitz in Abstimmung mit der Task Force zur Implementierung und den beteiligten Fakultäten auf Grundlage der Hochschulentwicklungsplanung sowie im Benehmen mit dem Senat und dem Hochschulrat der TU Chemnitz beschlossen, MAIN als Zentrale wissenschaftliche Einrichtung der TU Chemnitz zu führen.
Zum 16. September 2021 wechselte der international renommierte Spitzenforscher und Leibnizpreis-Träger Oliver G. Schmidt an die TU Chemnitz. An der TU hat er die Professur für Materialsysteme der Nanoelektronik inne und wurde wissenschaftlicher Direktor des Forschungszentrums MAIN. In der Folge veröffentlichte er weitere herausragende Forschungserfolge aus den Bereichen Mikro- und Nanoelektronik, darunter den kleinsten Biosuperkondensator der Welt und einen mikroelektronischen Katheter für die minimalinvasive Chirurgie.
Im Frühjahr 2022 berichteten Wissenschaftler des Forschungszentrums MAIN und des Leibniz-Instituts für Festkörper- und Werkstoffforschung um Oliver G. Schmidt und Feng Minshen Zhu im Journal „Advanced Energy Materials“ über die Entwicklung der „kleinsten Batterie der Welt“, die sogenannte Smart-Dust-Anwendungen im Submillimeter-Bereich antreiben kann.
Im März 2023 wurde die TU Chemnitz in das renommierte europäische Forschungsnetzwerk „European Centre for Living Technology“ (ECLT) aufgenommen. Das ECLT ist an der Universität Ca' Foscari in Venedig angesiedelt. Zum Netzwerk gehören ausschließlich wissenschaftliche Einrichtungen, die auf Spitzenniveau zu „Living Technologies“ forschen. Von der TU Chemnitz aus koordiniert Oliver G. Schmidt vom Forschungszentrum MAIN die Aktivitäten im Rahmen des ECLT.
Am 9. Oktober 2023 veröffentlichten Wissenschaftler des Forschungszentrums MAIN und vom ECLT in dem High-Impact-Journal „Advanced Materials“ einen Beitrag unter dem Titel „Microelectronic Morphogenesis: Smart Materials with Electronics Assembling into Artificial Organisms“, der erstmals eine umfassende Perspektive auf den Entwicklungsstand lebensnaher mikroelektronischer Systeme gibt. Dabei beschreiben sie unter anderem den Entwicklungsstand sogenannter „SMARTLETs“. Das sind winzige mikroelektronische Einheiten, die sich selbst organisieren und größere sowie komplexere Systeme bilden können. Diese Eigenschaften verdeutlichen die Forscher u. a. dadurch, in dem sie zeigen, wie SMARTLETs nach einem bestimmten elektronischen Bauplan einen künstlichen Organismus bilden können. Darüber hinaus zeigen die Forscher das Potential dieser Technologie für Anwendungen zum Beispiel in der Biomedizin auf. Zudem adressieren sie das Potential dieser Entwicklungen für bedeutend nachhaltigere Technologien durch die Fähigkeit von SMARTLETs, sich dank ihrer Fähigkeit zur Fortbewegung, Wahrnehmung und Selbstorganisation für das Recycling selbst zu sortieren.

#### Adolf-Ferdinand-Weinhold-Bau

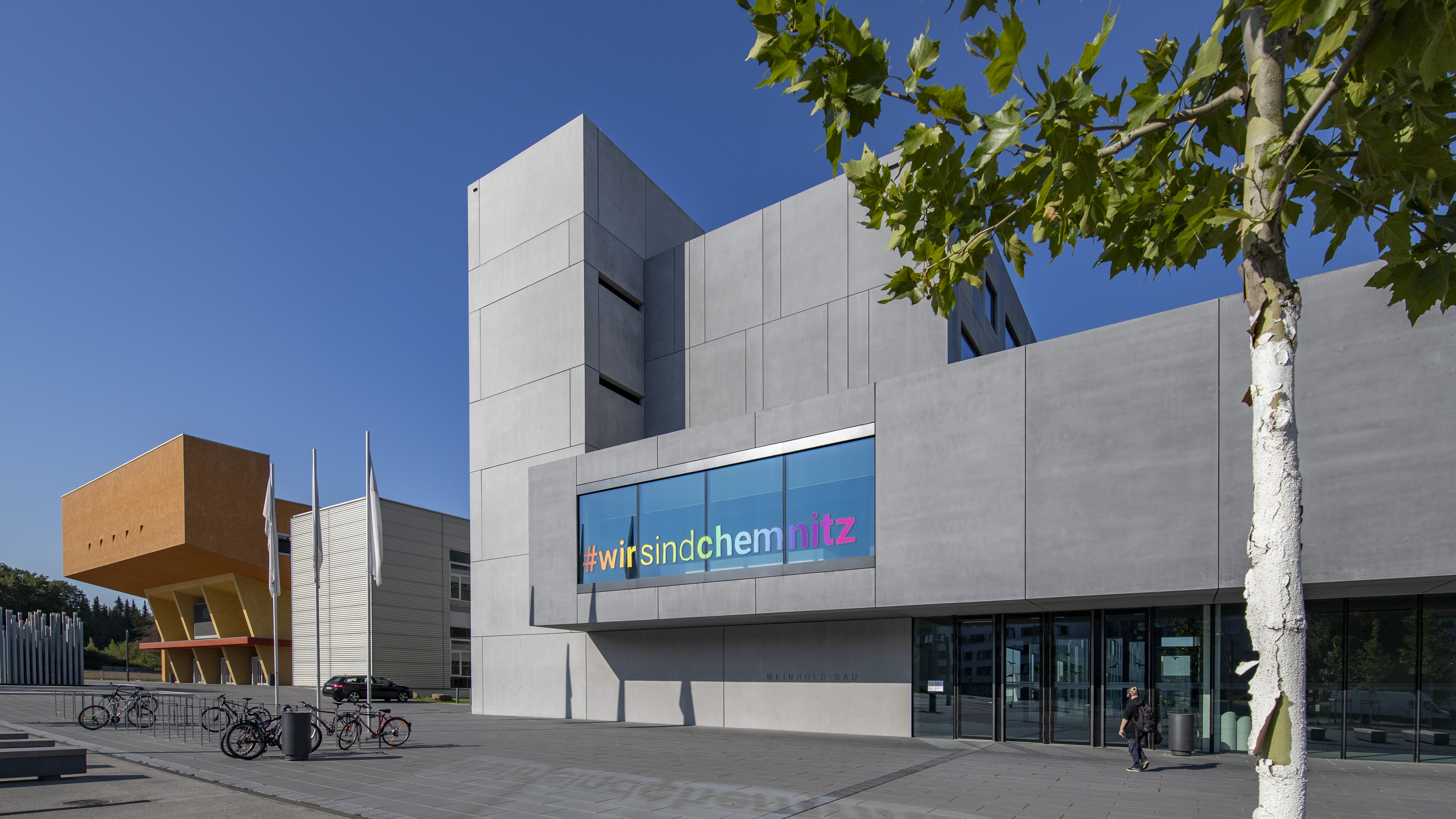
Der Weinhold-Bau der TU Chemnitz am Universitätsstandort Reichenhainer Straße.

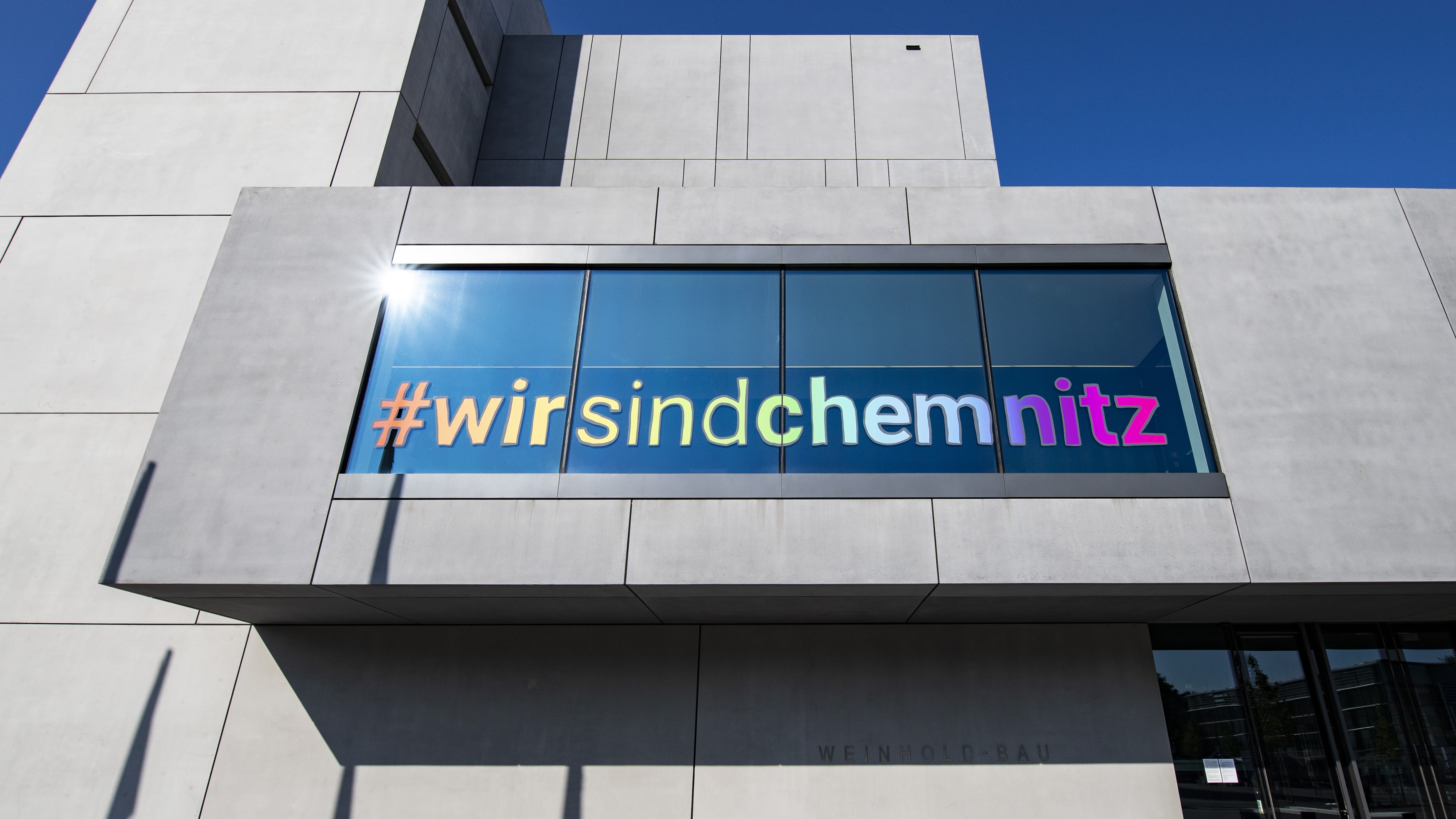
Mit dem Hashtag „#wirsindchemnitz“ bedruckte Fensterfront des Weinhold-Baus der TU Chemnitz.

Direkt neben dem Zentralen Hörsaalgebäude steht mit dem Adolf-Ferdinand-Weinhold-Bau das nach Nutzungsfläche größte Gebäude des Campus Reichenhainer Straße der TU Chemnitz.
Das Gebäude wurde zwischen 1970 und 1974 als Sektionsgebäude für die Automatisierungstechnik errichtet. 1.250 Studenten und Mitarbeiter fanden in Hörsälen, Seminarräumen, Labors und Büros Platz. Von 2010 bis 2013 wurde es für 55,25 Mio. Euro vollständig saniert. Es beherbergt nun auf 13.700 Quadratmetern Nutzungsfläche zwei Hörsäle, 14 Seminarräume, acht Sprachkabinette, 90 Labore sowie 144 Büroräume. Mit einer Länge von 170 Metern ist das Gebäude in vier Abschnitte von je 36 Metern gegliedert mit unterschiedlich gestalteten Nord- und Südfassaden und verfügt über acht Geschossen. Die Fassaden des Gebäudes sind energetisch nach neuestem Stand mit Wärmedämm-Elementen versehen worden und gewährleisten den Sonnenschutz nunmehr mit Hilfe einer speziellen Verglasung. Dank energiebewusster Lösungen beim Umbau werden künftig jährlich etwa 5.000 Tonnen CO2-Emissionen vermieden.
Benannt wurde das Gebäude nach dem Physiker und Chemiker Adolf Ferdinand Weinhold. Er wirkte von 1861 bis 1912 an Vorläufereinrichtungen der heutigen TU Chemnitz und initiierte den Aufbau der Elektrotechnischen Abteilung. Im Universitätsarchiv der TU Chemnitz befindet sich sein Nachlass und auch ein Nachbau der sogenannten „Weinholdschen Flasche“, einem Vorläufer der Thermoskanne.
Der Weinhold-Bau wurde mehrfach für seine Architektur ausgezeichnet. So erhielt das Gebäude 2014 den Architekturpreis Beton 2015 erhielt er den Deutschen Architekturpreis, und 2016 den BDA-Preis Sachsen des Bundes Deutscher Architekten.
2018 wurde im Rahmen der Kampagne „#wirsindchemnitz“ ein bunter Schriftzug mit eben diesem Hashtag an einem Fenster an der Vorderseite des Weinhold-Baus gut sichtbar angebracht. Der Schriftzug steht symbolisch für die Haltung von Vielfalt und Weltoffenheit an der TU Chemnitz. Der Schriftzug ist inzwischen ein beliebtes Fotomotiv auf dem Campus.

### Universitätsteil: Erfenschlager Straße
Der Universitätsteil Erfenschlager Straße beherbergt Teile der Fakultät für Maschinenbau, das Projekthaus METEOR, und das studentische Racing-Team (T.U.C. Racing e. V.).

#### Projekthaus MeTeOr

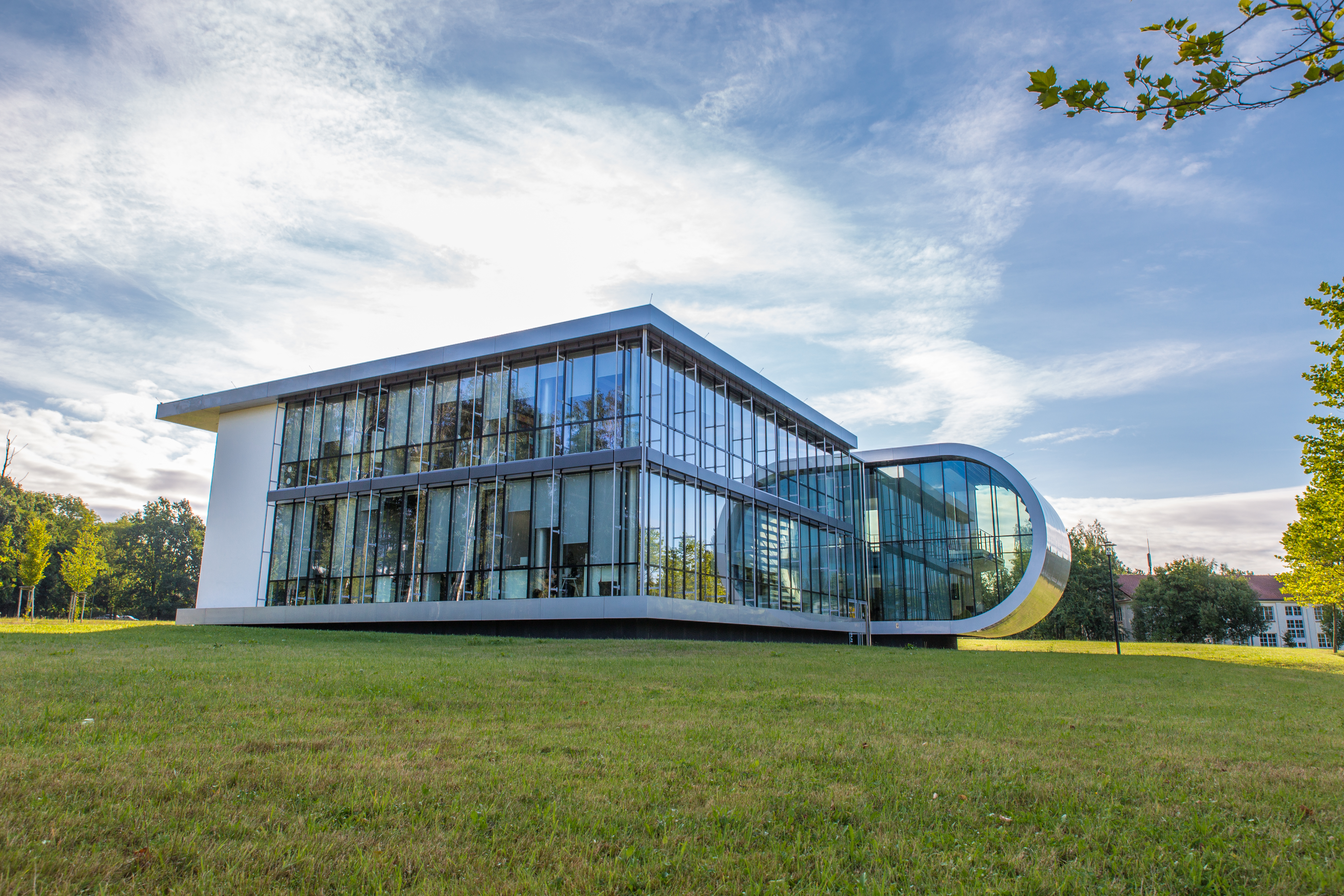
Das Projekthaus MeTeOr der TU Chemnitz befindet sich am Campusteil Erfenschlager Straße.

Das Projekthaus „MeTeOr – Mensch, Technik, Organisation“ entstand zwischen 2009 und 2011 unter der Leitung der SIB Niederlassung Chemnitz nach einem Entwurf der Chemnitzer Architektenarbeitsgemeinschaft MTO Jochen Krüger und Volker Hesse. Der Spatenstich erfolgte am 7. Dezember 2009. Am 23. Juni 2011 wurde das Gebäude übergeben. Das Akronym „MeTeOr“ spricht die Teilaspekte der Disziplin Arbeitswissenschaft an: Mensch, Technik und Organisation. Der Freistaat Sachsen hatte für den Bau rund 3,9 Millionen Euro im Rahmen des Konjunkturpaketes II investiert. Hier hat die Professur Arbeitswissenschaft und Innovationsmanagement ihre Räumlichkeiten.
So gibt es in diesem Gebäude eine Pilothalle, ein Test- und ein Trainingscenter, deren Räume und Ausstattungen nach den Erfordernissen der jeweils aktuellen Projekte variabel sind. Das geschieht durch mobile Trennwände sowie anpassbare Technik. Wie in einer Fabrik können beispielsweise kleine Produktionsstätten aufgebaut werden. Die Räume können aber auch als Büro- und Konferenzräume sowie zu praxisnahen Qualifizierungen genutzt werden.

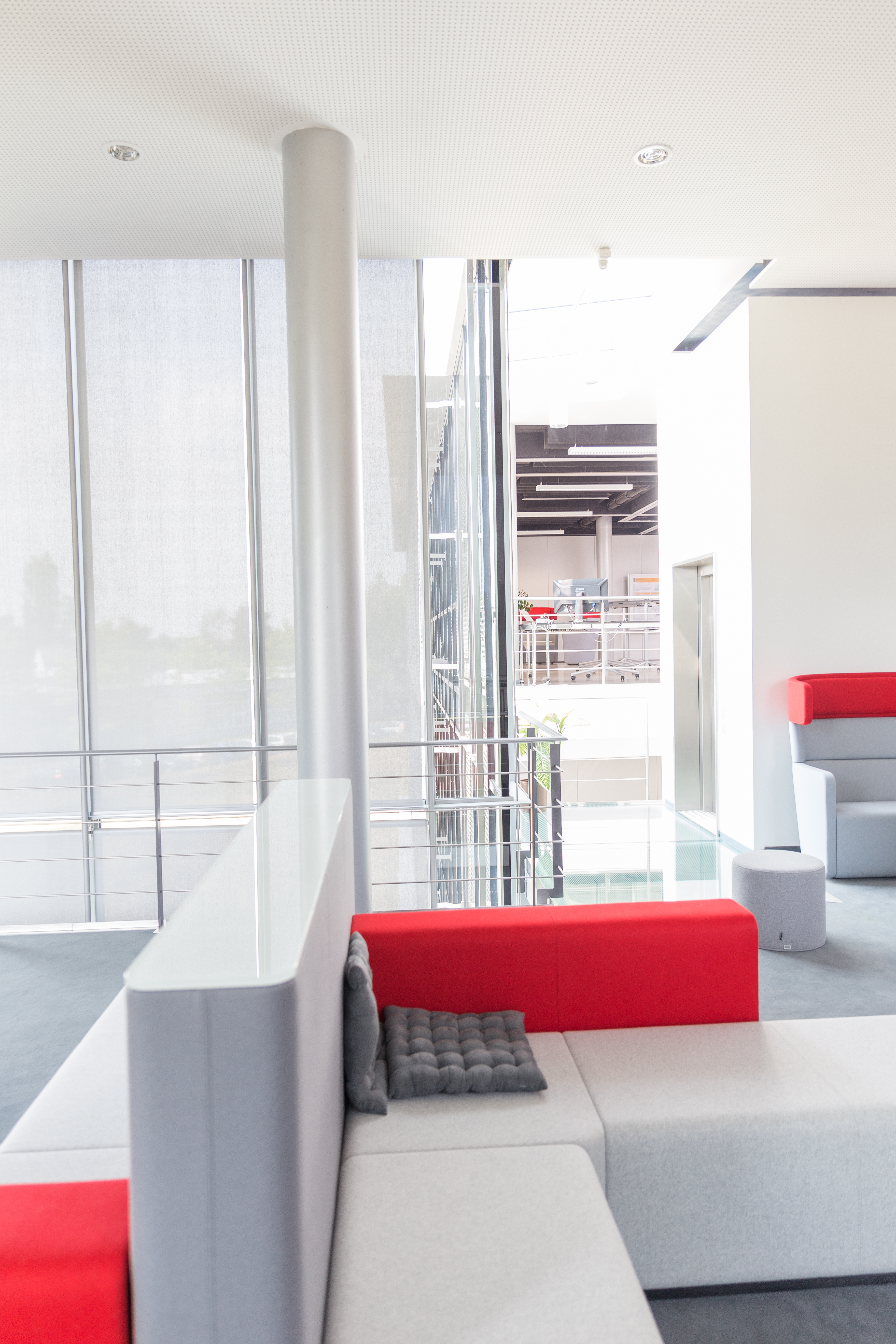
Im Projekthaus MeTeOr sollen durch helle und flexible Räume Kommunikation und Kreativität gestärkt werden.

Im Projekthaus werden Forschungs- und Dienstleistungsprojekte betreut. Die Inhalte reichen von Grundlagenforschung bis hin zu anwendungsorientierten Industrie- und Praxisprojekten. Auch das Haus selbst wird beforscht, vor allem unter dem Aspekt der Kommunikation sowie die Auswirkungen des flexiblen Raumkonzepts auf die Kreativität.
Bereits in der Planung des Projekthauses waren für den Chemnitzer Architekten Jochen Krüger der ABK Architekten GmbH und dem projektverantwortlichen SIB Niederlassung Chemnitz der Nachhaltigkeitsgedanke sehr wichtig. So konnte in Zusammenarbeit mit der Professur Strukturleichtbau und Kunststoffverarbeitung der TU Chemnitz sowie weiteren Chemnitzer Firmen ein ausbaufertiges, tragendes Großformat-Bauteil aus Glasfaserverstärktem Kunststoff für die Rundung des Gebäudes entwickelt werden, wodurch eine Gewichtseinsparung von 65 Prozent erreicht werden konnte.
Neben der TU Chemnitz wird das Gebäude bei Leerzeiten auch von externen Unternehmen oder Vereinen für Veranstaltungen genutzt.
2015 wurde das Gebäude von der Deutschen Gesellschaft für Nachhaltiges Bauen (DGNB) mit dem Silber-Zertifikat für Nachhaltigkeit in der Kategorie für Büro und Verwaltungsgebäude Version 09 ausgezeichnet.

### Universitätsteil: Wilhelm-Raabe-Straße
Der Universitätsteil Wilhelm-Raabe-Straße wurde 1906 als Höhere Fachschule für Wirkerei- und Stickerei-Industrie Chemnitz erbaut. Aus dem Verbund des Universitätsteils Elsasser Straße/Sedanstraße (der bis zum Ende der DDR Sitz des Fachbereichs Textiltechnologien war) wurde das Gebäude für die neugegründete Philosophische Fakultät Anfang der 1990er Jahre saniert und 1994 wiedereröffnet. 
Es beherbergt seit Mitte der 2000er Jahre den überwiegenden Teil der Fakultät für Human- und Sozialwissenschaften (Institut für Psychologie).

## Persönlichkeiten
- Julius Adolph Stöckhardt (* 4. Januar 1809 in Röhrsdorf bei Meißen; † 1. Juni 1886 in Tharandt) war ein deutscher Agrikulturchemiker. 1838 erhielt Stöckhardt eine Stelle als Lehrer für Naturwissenschaften an der Königlichen Gewerbeschule in Chemnitz. Neben seiner Schultätigkeit begann Stöckhardt seit 1843 in Chemnitz „chemische Vorträge“ für Landwirte zu halten, die großen Anklang fanden. Sein 1846 erschienenes Lehrbuch „Schule der Chemie“ gehörte zu den erfolgreichsten Lehrbüchern der Chemie seiner Zeit; es erlebte zwanzig Auflagen und wurde in mehrere Sprachen übersetzt.
- Julius Ambrosius Hülße (* 2. Mai 1812 in Leipzig; † 26. Juni 1876 in Dresden) war ein deutscher Mathematiker und Techniker. 1841 übernahm Hülße als Professor die Leitung der Gewerbe- und Baugewerkenschule zu Chemnitz und war deren erster Lehrer. Hülße reformierte den Lehrplan. Er führte den Unterricht in Geografie und Geschichte ein, verstärkte den Deutschunterricht und schuf eine Vorbereitungsklasse.
- Eduard Theodor Böttcher (* 10. Januar 1829 in Dresden; † 10. Mai 1893 in Chemnitz) war ein deutscher Mechaniker und Rektor der Königlichen Gewerbeschule zu Chemnitz von 1866 bis 1876. In dieser Zeit erfolgte der Wandel der Gewerbeschule zu einer höheren Technischen Lehranstalt.
- Adolf Ferdinand Weinhold (* 19. Mai 1841 in Zwenkau; † 2. Juli 1917 in Chemnitz) war ein deutscher Physiker und Chemiker. Er war ab 1865 bestellter Physiklehrer an der Königlichen Gewerbschule Chemnitz. 1870 wurde ihm der Professorentitel verliehen. In seinem Lehrbuch „Physikalische Demonstrationen“ beschrieb er 1881 eine Vakuum-Mantelflasche zu Laborzwecken, die später zur Isolierkanne weiter entwickelt wurde.

Siehe auch: Liste bekannter Persönlichkeiten der Technischen Universität Chemnitz

## Förderung
Über die im Jahr 1990 gegründete Gesellschaft der Freunde der TU Chemnitz e. V. werden wissenschaftliche und kulturelle Projekte der Universität finanziell und ideell unterstützt. Die Gesellschaft setzt sich weiterhin für eine intensive Kontaktpflege der Mitglieder und Angehörigen der TU Chemnitz untereinander sowie mit Politik, Wirtschaft und Gesellschaft in Chemnitz und der gesamten Region ein. Vorsitzender der Gesellschaft ist seit 2022 Axel Weber.
Die 1994 gegründete Chemnitzer Wirtschaftswissenschaftliche Gesellschaft e. V. (CWG) ist eine Gesellschaft von Ehemaligen und Förderern der Fakultät für Wirtschaftswissenschaften. Sie widmet sich den drei zentralen Aufgaben Förderung von Wissenstransfer-Maßnahmen, Alumni-Kontaktpflege sowie Unterstützung von Lehre und Forschung.

## Weitere Informationen
Das Radio UNiCC wurde nach einem Vorlauf von etwa einem halben Jahr am 13. November 2001 in der Technischen Universität Chemnitz gegründet. Zur erstmaligen Sendung, 2002, dienten zwei Kellerräume. Zum 1. Oktober 2004 ging UNiCC auch mittels UKW auf Sendung – in Partnerschaft mit dem nichtkommerziellen Radio Radio T. Die UKW-Ausstrahlung auf der Frequenz 102,7 MHz umfasst eine Stunde täglich (von 18 bis 19 Uhr). Diese ist auch im Kabelnetz der Primacom auf 98,25 MHz und RFC auf 103,7 MHz zu empfangen.
Seit 13. Februar 2023 sendet Radio UNiCC sein Programm 24/7 über DAB+ auf Kanal 5B und via Internetstream aus.

### Lauf-KulTour
Die Lauf-KulTour wird seit dem Jahr 2007 durchgeführt und führt einmal jährlich innerhalb von 16 Tagen ca. 4000 km einmal rund um Deutschland. Das Projekt wurde von Studenten der Universität ins Leben gerufen, die Teilnehmer sind alle Angehörige der Universität. Der gleichnamige Verein möchte mit dem längsten Staffellauf der Welt Menschen zur Bewegung animieren und unterstützt wechselnde Organisationen.